# マクドナルドの商品一覧

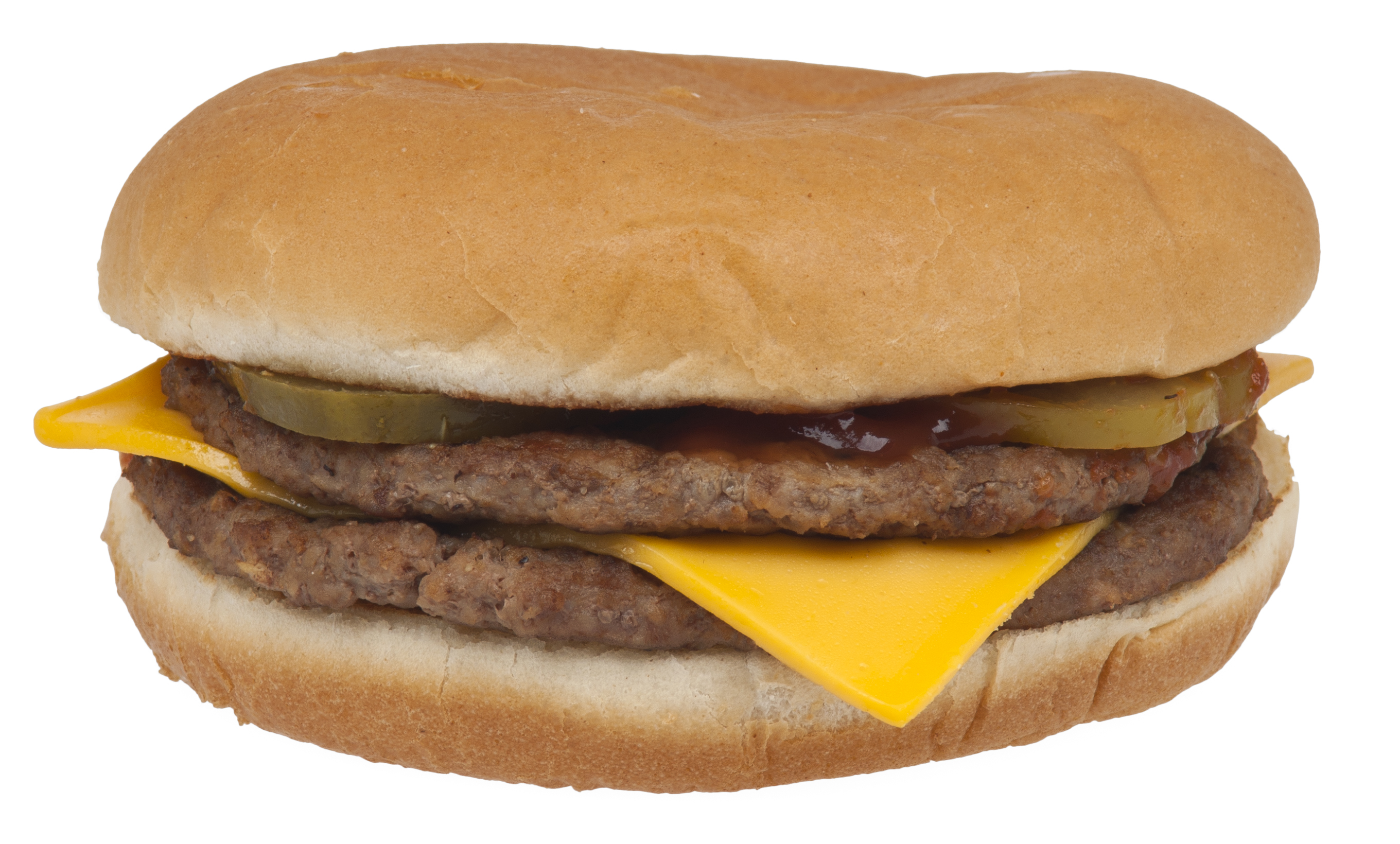
マックダブル(ダブルチーズバーガーではない)

マクドナルドの商品一覧（マクドナルドのしょうひんいちらん）は、日本マクドナルドを含む世界各国のマクドナルドで販売中の商品、過去に販売された商品の一覧である。

## 日本

### 販売中のレギュラーメニュー
※は朝マック実施時間帯でも販売中のメニュー（ドリンクはすべての時間帯で販売）

◆は一部店舗では販売されていないメニュー

#### バーガー類

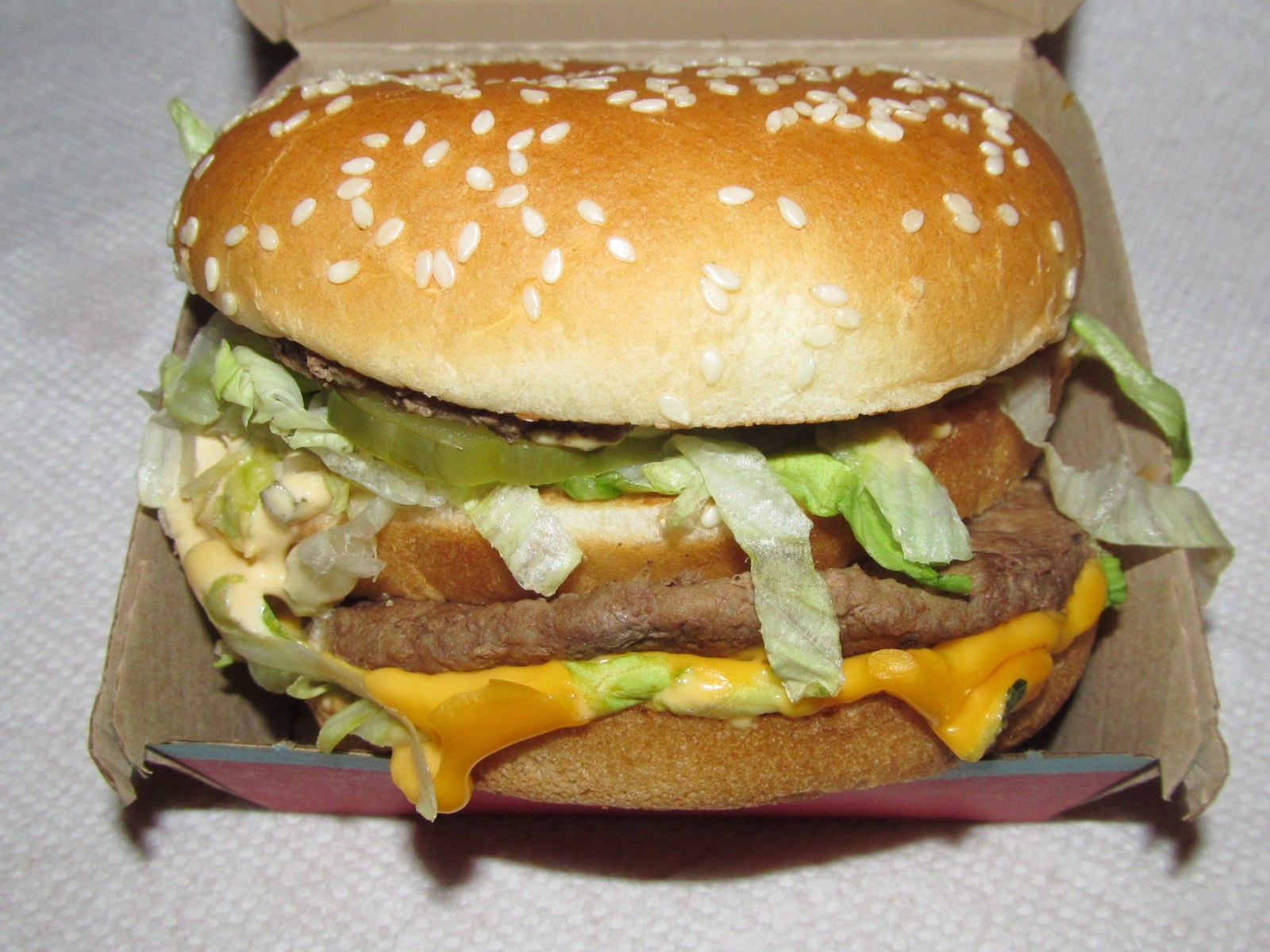
ビッグマック

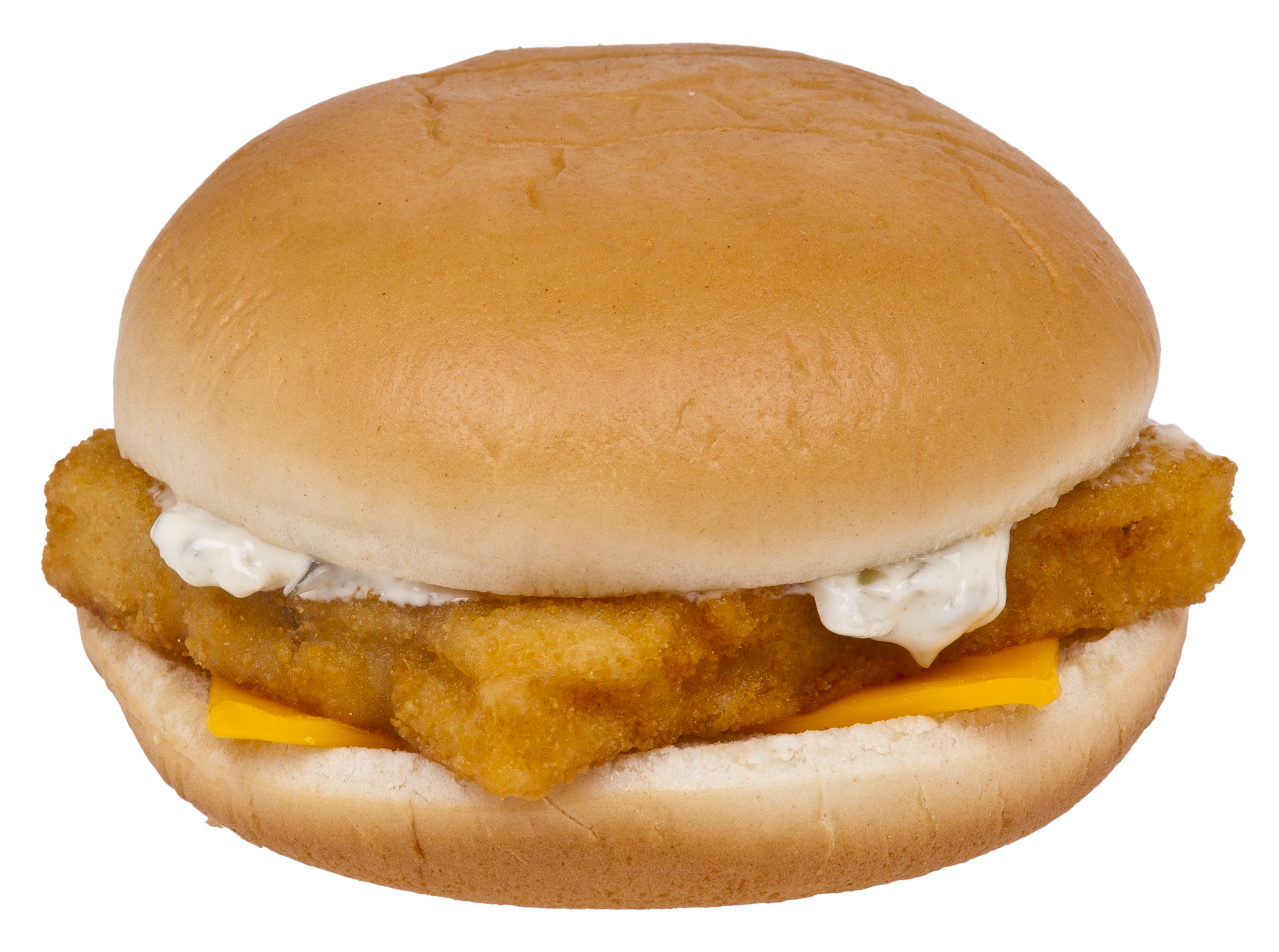
フィレオフィッシュ

下記のうち、ビッグマック、フィレオフィッシュ、ハンバーガー、チーズバーガーは創業当時から販売されている。
- ハンバーガー - 2015年5月からセット販売を取りやめていた[1]が、2025年3月12日に単品価格が値上げされたタイミングで10年ぶりにセット販売を再開した[2]。
- ビッグマック
- ダブルチーズバーガー
- てりやきマックバーガー - 1989年3月に期間限定メニューとして登場し、同年5月からレギュラー化した[3]。
- フィレオフィッシュ※
- チキンフィレオ - 2003年9月22日-10月21日[4]、2004年4月1日-4月22日[5]に期間限定メニューとして登場し、2004年8月20日からレギュラー販売[6]。
- てりやきチキンフィレオ - 2005年6月17日[7]、2008年6月27日[8]、2011年4月1日[9]、2011年7月15日[10]、2012年10月26日[11]、2013年6月17日[12]、2015年1月6日[13]に期間限定メニューとして登場し、2018年5月の「食べて投票! あなたが選ぶレギュラー争奪オーディション」で優勝し、同年10月10日からレギュラー販売された[14][15]。
- ベーコンレタスバーガー - 1987年に期間限定メニューとして初登場[注釈 1]。2002年からレギュラー販売。
- えびフィレオ - 2005年10月28日[17]に期間限定メニューとして登場し、2006年1月13日[18]からレギュラー販売。
- ちょいマック / ちょいセット - セットで500円台という安価な価格で提供されている商品群。「おてごろマック」として2015年10月26日から展開され、2020年1月15日に「ちょいマック」に改名。2024年1月24日にセット用の名前が追加された。
  - マックチキン - 2012年5月7日から「チキンクリスプ」として販売。2024年1月24日にリニューアルされ、現在の名前に改名された。なお、かつては2000年代後半までにも同名の製品が販売されていた。
  - スパチキ（スパイシーマックチキン） - 2019年10月1日から販売[19]。当初は2020年1月下旬までの期間限定だったが、「ちょいマック」への改名と同時にレギュラー化。2024年1月24日に正式名称を「スパイシーチキンバーガー」から変更した[20]。ライターの盛田諒によると、インドにおいても類似のメニューが存在するという[21]。
  - チキチー（マックチキンチーズ） - 2016年1月5日から販売[22]。2024年1月24日に正式名称を「チキンチーズバーガー」から変更。
  - エグチ（エッグチーズバーガー） - 2015年に「おてごろマック」の一つとして発売されて[23]以来、唯一「おてごろマック」開始時から継続販売されている。
- サムライマック - 2020年4月8日から5月中旬にかけて期間限定で販売され、2021年4月7日からレギュラー販売[24][25]。夜マックの「倍バーガー」は対象外となる。
  - 炙り醤油風 ダブル肉厚ビーフ
  - 炙り醤油風 ベーコントマト肉厚ビーフ
- 単品バーガー - セット販売が無い代わりに、安価で購入できる商品。
  - チーズバーガー

#### サイドメニュー

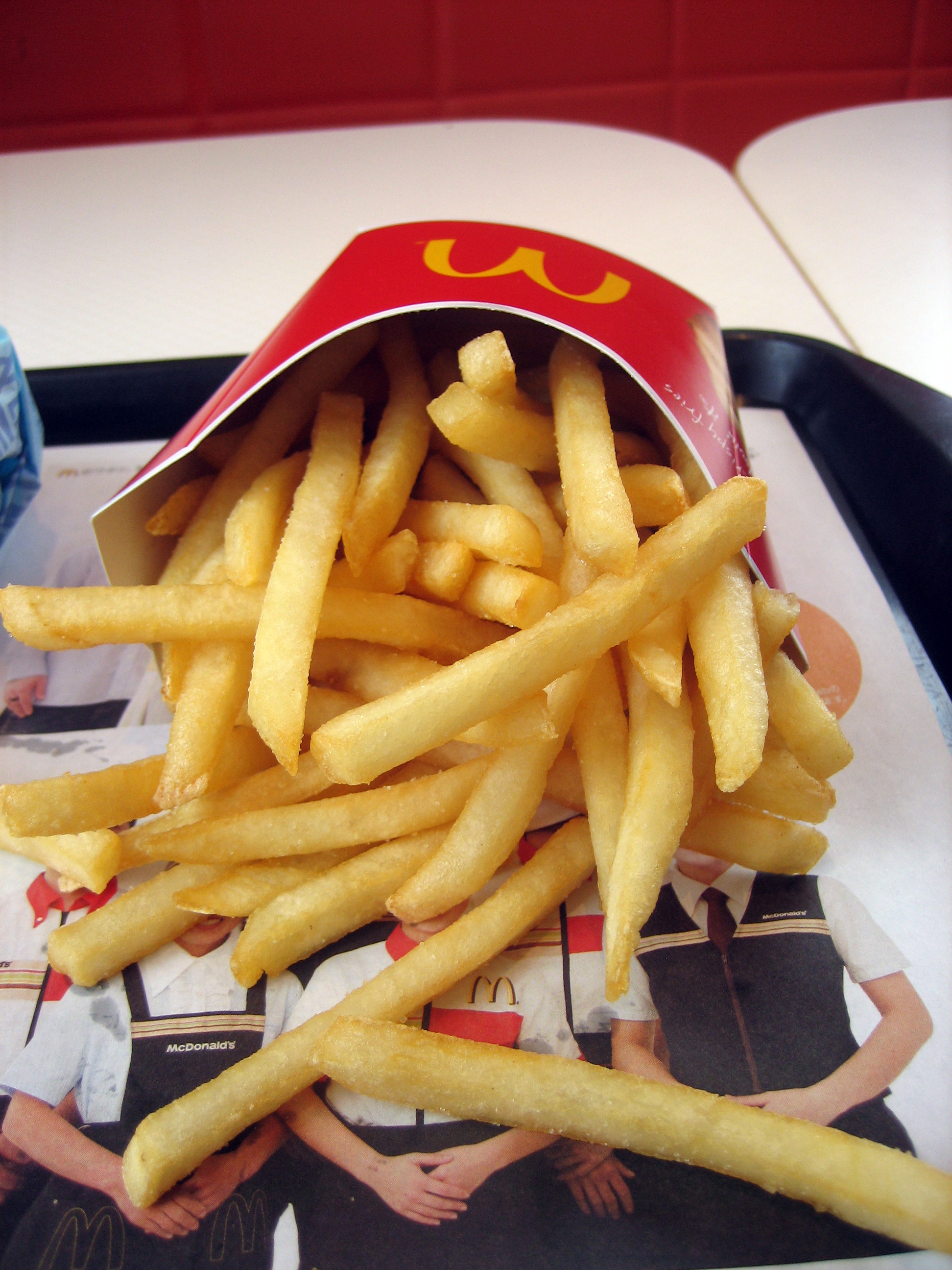
マックフライポテト

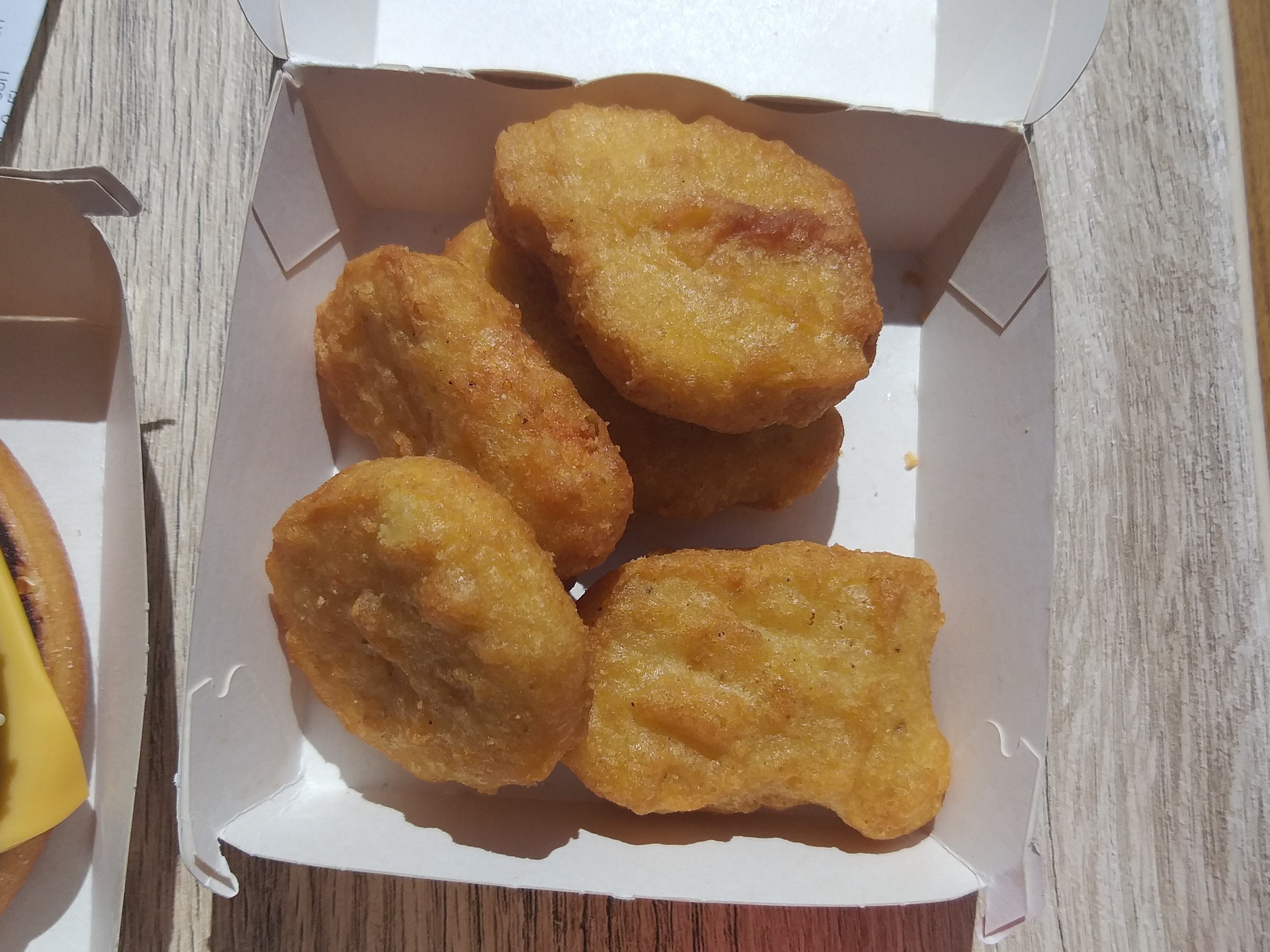
チキンマックナゲット

- マックフライポテト - S / M / L
- チキンマックナゲット※ - 5ピース / 15ピース、ソースはバーベキューとマスタードの2種類がある。
- サイドサラダ※ - 2023年12月上旬より、プラスチック製の容器から紙製の容器に変更された。
- シャカチキ - レッドペッパー / チェダーチーズ
- スイートコーン※
- えだまめコーン

#### ドリンク
コールド
- コカ・コーラ / コカ・コーラ ゼロ
- 爽健美茶
- Qoo すっきり白ブドウ
- スプライト
- プレミアムローストアイスコーヒー
- アイスティー - ミルク / レモン / ストレート
- ミルク
- ファンタ グレープ / メロン - マックフィズと同等。
- ミニッツメイド - オレンジ / アップル
- 野菜生活100
- サントリー黒烏龍茶#濃いめ - 2018年2月から発売[26]。
- アイスカフェラテ◆
- アイスキャラメルラテ◆

ホット（Lサイズなし）
- プレミアムローストコーヒー
- ホットティー ミルク / レモン（ストレートも可） - 2024年1月23日をもって販売終了した[27]が、販売継続を希望する声が多かったことから、2月下旬に販売再開された[28]。
- ホットカフェラテ◆
- ホットキャラメルラテ◆

#### スイーツ

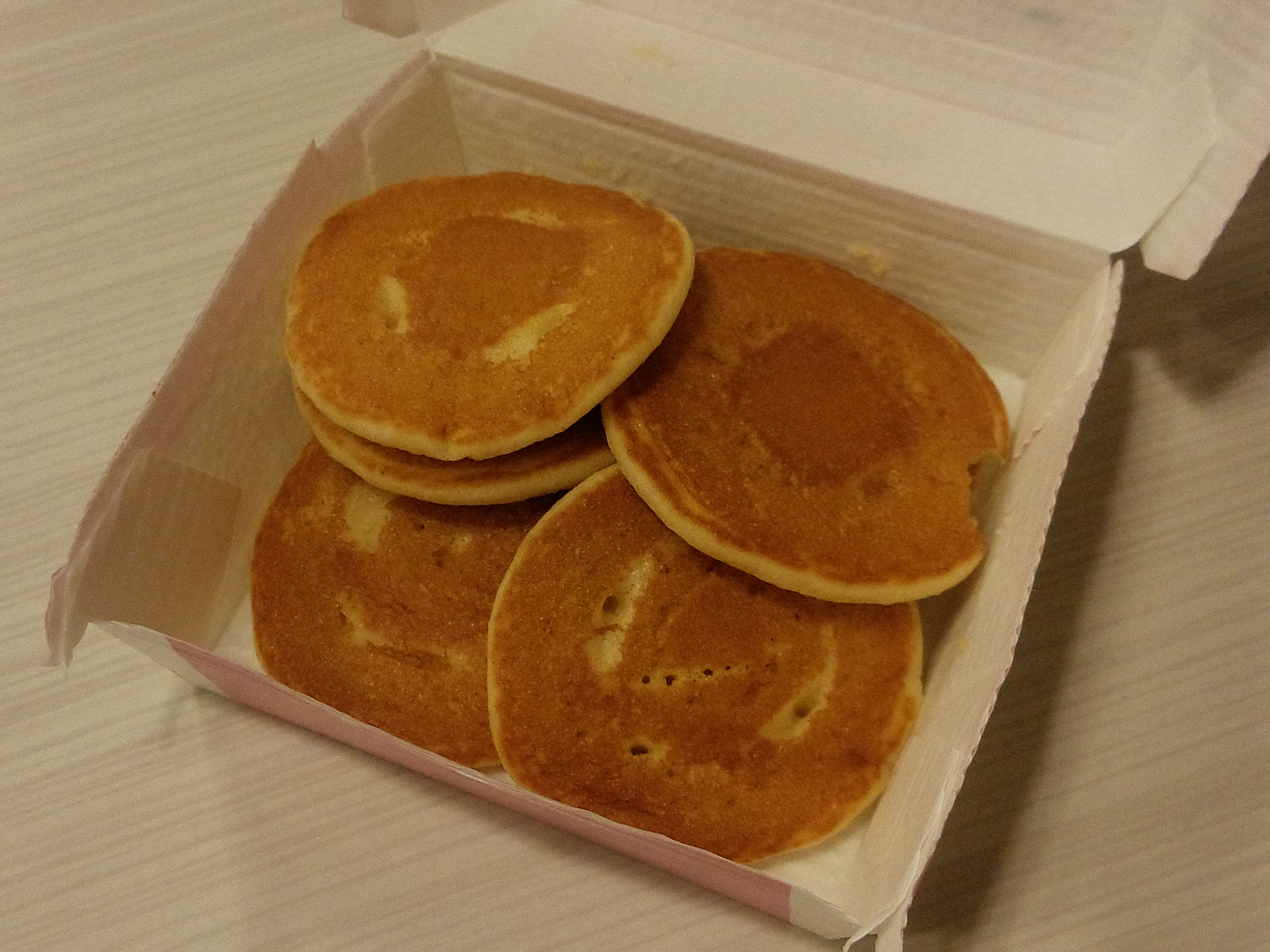
プチパンケーキ

- マックシェイク - バニラ / ストロベリー / チョコレート◆
- マックフルーリー - オレオ クッキー / 超オレオ◆
- マックフロート - コーヒー / コーク◆ - 初出は2013年8月で、この当時は期間限定品という扱いだった[29]。
- マックフロート - グレープ / メロン（2023年4月26日には「喫茶マック」の一環として「喫茶店のクリームソーダ」の名称で期間限定販売された[30]。）◆
- プチパンケーキ りんご&クリーム※
- ホットアップルパイ※◆ - 初出は1999年で、この当時は期間限定品という扱いだった[31]。
- ソフトツイスト [注釈 2] ◆

マクドナルドつめたいごちそうシリーズの一つ。2005年4月導入の100円マックの1メニューとして販売していたソフトクリームの、コーンカップとバニラフレーバーを変更、高級感を出した。当初は200円だったが、2008年に他商品値上げにより再度100円に値下げされ、2023年1月の価格改定により140円となった。

#### 朝マック
※朝マックでのみ販売のものを記載
バーガー類

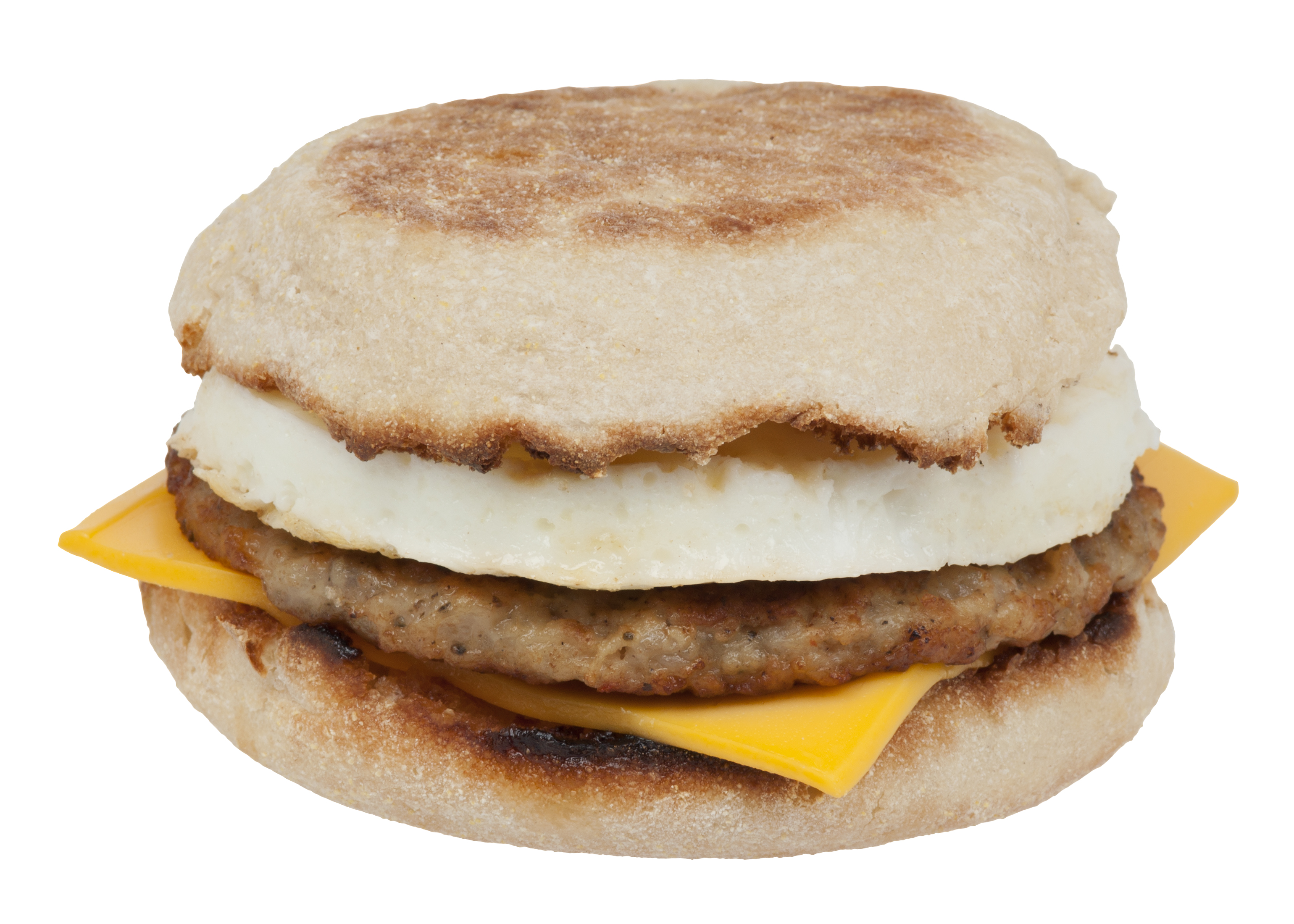
ソーセージエッグマフィン

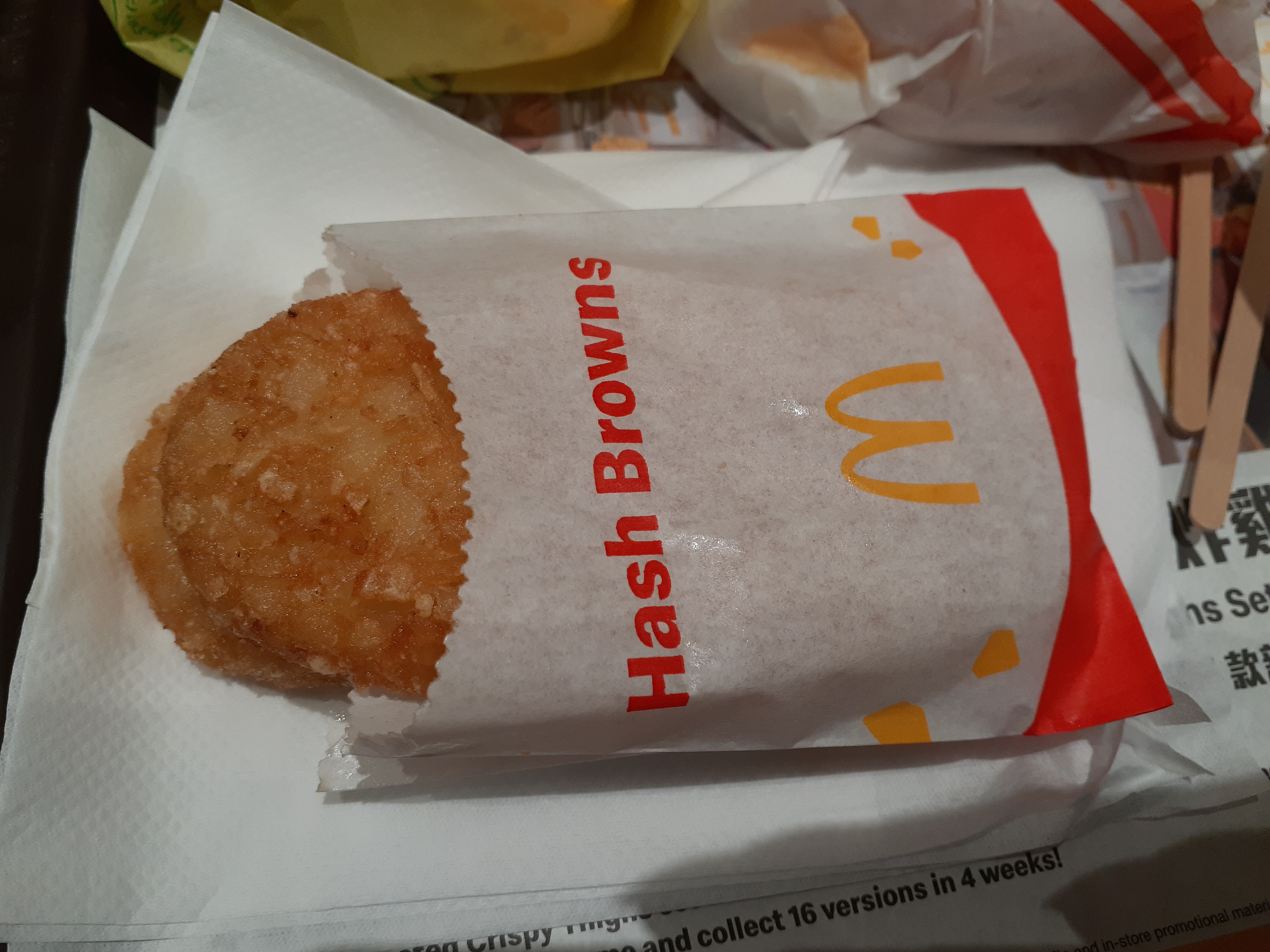
ハッシュポテト

- マックマフィン - ソーセージマフィン / ソーセージエッグマフィン / エッグマックマフィン /チキンマックマフィン（チキンクリスプマフィン）
- メガマフィン
- マックグリドル - ソーセージ / ソーセージ&エッグ・チーズ / ベーコン&エッグ・チーズ
- ホットケーキ
- ベーコンエッグマックサンド

サイドメニュー
- ハッシュポテト

#### 夜マック
バーガー類
パティが100円（一部商品は200円）で追加できる。
- 倍ビッグマック - メガマック（ダブルビッグマック）と同等。
- 倍ダブルチーズバーガー - ダブルビーフダブルチーズバーガーと同等。
- 倍てりやきマックバーガー - ダブルてりやきマックバーガーと同等。
- 倍フィレオフィッシュ - ダブルフィレオフィッシュと同等。
- 倍チキンフィレオ
- 倍てりやきチキンフィレオ
- 倍ベーコンレタスバーガー
- 倍えびフィレオ
- ちょいマック / ちょいセット
  - 倍マックチキン - 2024年1月24日に「倍チキンクリスプ」からリニューアル・改名。
  - 倍スパチキ（倍スパイシーマックチキン） - 2024年1月24日に正式名称を「倍スパイシーチキンバーガー」から変更。
  - 倍チキチー（倍マックチキンチーズ） - 2024年1月24日に正式名称を「倍チキンチーズバーガー」から変更。
  - 倍エグチ（倍エッグチーズバーガー）
- 単品バーガー
  - 倍ハンバーガー - ダブルバーガーと同等。
  - 倍チーズバーガー - マックダブルと同等。

サイドメニュー
- ポテナゲ - 大（マックフライポテト（L）+チキンマックナゲット（5ピース）×2） / 特大（マックフライポテト（L）×2+チキンマックナゲット（15ピース））

#### マックカフェ
レギュラー
- オレオ クッキー チョコフラッペ
- マンゴースムージー
- マカロン いちごミルクバター / チョコレート / バニラ / ラズベリー / 5個入りボックスセット

一部店舗限定
- 宇治抹茶フラッペ
- チョコフラッペ
- グリーンスムージー
- オレオ クッキー ロールケーキ - 2019年12月から販売[34]。
- プリンケーキ - 2024年11月から販売されている[35]。
- マシュマロクリームタルト
- チョコレートタルト

「バイ バリスタ」店舗限定
- エスプレッソフラッペ
- カフェラテ（「バイ バリスタ」版）
- カプチーノ
- フラットホワイト
- キャラメルラテ（「バイ バリスタ」版）
- カフェモカ
- オレンジフレーバーラテ
- アメリカーノ
- エスプレッソ
- アイスカフェラテ（「バイ バリスタ」版）
- アイスキャラメルラテ（「バイ バリスタ」版）
- アイスカフェモカ
- アイスオレンジフレーバーラテ
- アイスアメリカーノ
- ダージリンティー
- ピーチフレーバーアイスティー
- ホットチョコレート
- アイスチョコレート
- ベビーチーノ - フォームミルクにココアパウダーをトッピングしたドリンクで、「子どもにもカフェ気分を味わってほしい」という考えから日本においては2012年7月から展開されている[36]。

### 特定の季節・不定期で販売される商品

#### バーガー類
- てりたまバーガー - 1996年に初登場[37][31]。春に期間限定で販売される。長らく愛称の「てりたま」が商品名だった時期があったが、2024年に初登場時の名称が復活した。
  - チーズてりたま
  - てりたまマフィン - 2017年に初登場。朝マック実施時間帯のみ販売。2023年は卵不足の影響により登場せず[38]。
  - NEW てりたま モチモチバンズ - 2010年に販売された派生商品[39]。
  - さくらてりたま - 2012年に販売された派生商品。
  - チキンてりたま - 2013年に販売された派生商品。
  - チキンてりたま 瀬戸内レモンソース - 2013年に販売された派生商品。
  - カマンベールてりたま - 2016年に販売された派生商品。
  - ギガベーコンてりたま - 2017年に販売された派生商品。
  - はみだすハムてりたま - 2018年に販売された派生商品。
  - 厚切りペッパーベーコンてりたま / てりてりたま - 2019年に販売された派生商品。
  - とんかつ!!てりたま - 2020年に販売された派生商品。
  - はみ出るパストラミビーフてりたま - 2021年に販売された派生商品。
  - 厚切りスパイシーベーコンてりたま - 2022年に販売された派生商品。
  - 瀬戸内レモンタルタルベーコンてりたま - 2023年に販売された派生商品[38]。卵不足の影響により一部店舗では期間途中で販売休止となった。
  - のり塩じゃがバターベーコンてりたま - 2024年に販売された派生商品[37]。
  - 炭火焼肉風てりたま - 2025年に発売された派生商品[40]。

- たまごダブル（ニコタマ） - 1998年に「たまごダブルマック」として発売されて以来、2024年の時点で合計15回、期間限定商品として販売されてきた[41]。うち、2019年5月では「マック改名バーガーズ」キャンペーンの一環として、「ニコタマ」に改名して販売された[42]。

- 夏に期間限定で販売される商品 - 2019年からはハワイをイメージした商品として販売されている。
  - チーズロコモコ - 下記の「ロコモコ」の派生商品で、2017年に初登場。
    - チーズロコモコマフィン - 同じく2017年に初登場。朝マック実施時間帯のみ販売。2020年 - 2022年は登場せず。
    - ロコモコ - 2015年に「ロコモコバーガー」の名前で初登場[43]。2015年・2016年では春に販売されていた。2019年からは上記の「チーズロコモコ」のみの販売となっている。
      - ロコモコマフィン - 2018年に登場。朝マック実施時間帯のみ販売。

  - ガーリックシュリンプ - 2019年に初登場。
  - ザク切りポテト&ビーフ - 2021年に展開された「マクドナルドでハワイなう！」キャンペーンの一環として「ハワイアンバーベキュー ザク切りポテト&ビーフ」で初登場[44]。2022年からはソースを差し替えた以下の商品が販売されている。
    - ザク切りポテト&ビーフ ハラペーニョマヨ - 2022年に販売。
    - ザク切りポテト&ビーフ クリーミーハラペーニョ - 2023年に販売。
    - ザク切りポテト&ビーフ ブラックペッパークリームチーズ - 2024年に販売。

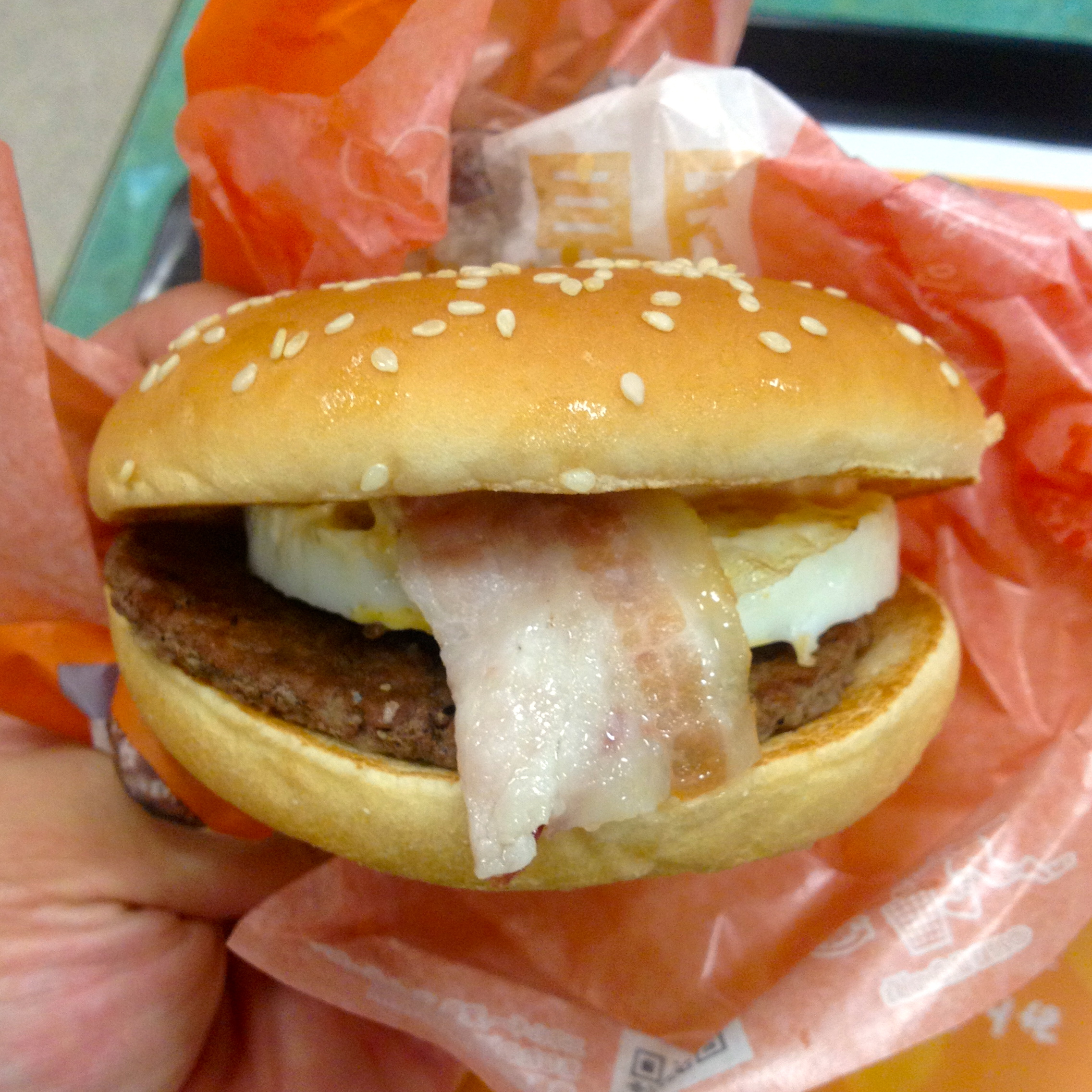
月見バーガー

- 月見バーガー - 1991年に初登場。9月から10月にかけて期間限定で販売される。2017年9月6日には「“二代目”月見バーガー」シリーズとして販売された[45]。
  - チーズ月見バーガー - 1998年に販売された派生商品。2017年9月6日には「“二代目”月見バーガー」シリーズとして販売された[45]。
  - 月見マフィン - 2017年に初登場。朝マック実施時間帯のみ販売。
  - ダブル月見バーガー - 2008年に販売された派生商品。
  - 大月見バーガー - 2010年 - 2013年に販売された派生商品。
  - チキンチーズ月見 - 2013年に販売された派生商品。
  - きのこ月見 - 2014年に販売された派生商品。
  - チキン月見北海道チーズ/北海道チーズ月見 - 2015年8月に北海道のマクドナルド10店舗で先行販売された派生商品[46]。
  - 満月チーズ月見 - 2016年に販売された派生商品。2017年9月6日には「“二代目”月見バーガー」シリーズとして販売された[45]。
  - 金の月見バーガー - 2018年に販売された派生商品。
  - 黄金の月見バーガー - 2019年に販売された派生商品。
  - 濃厚ふわとろ月見 - 2020年に販売された派生商品。
  - 濃厚とろ〜り月見 - 2021年に販売された派生商品。
  - こく旨 すき焼き月見 - 2022年に販売された派生商品。
  - 七味香る 牛すき月見 - 2023年に販売された派生商品。
  - 芳醇ふわとろ月見 - 2024年に販売された派生商品。
  - 倍月見バーガー / 倍チーズ月見 / 倍芳醇ふわとろ月見 - 2024年に販売された派生商品。夜マック実施時間帯のみ販売。

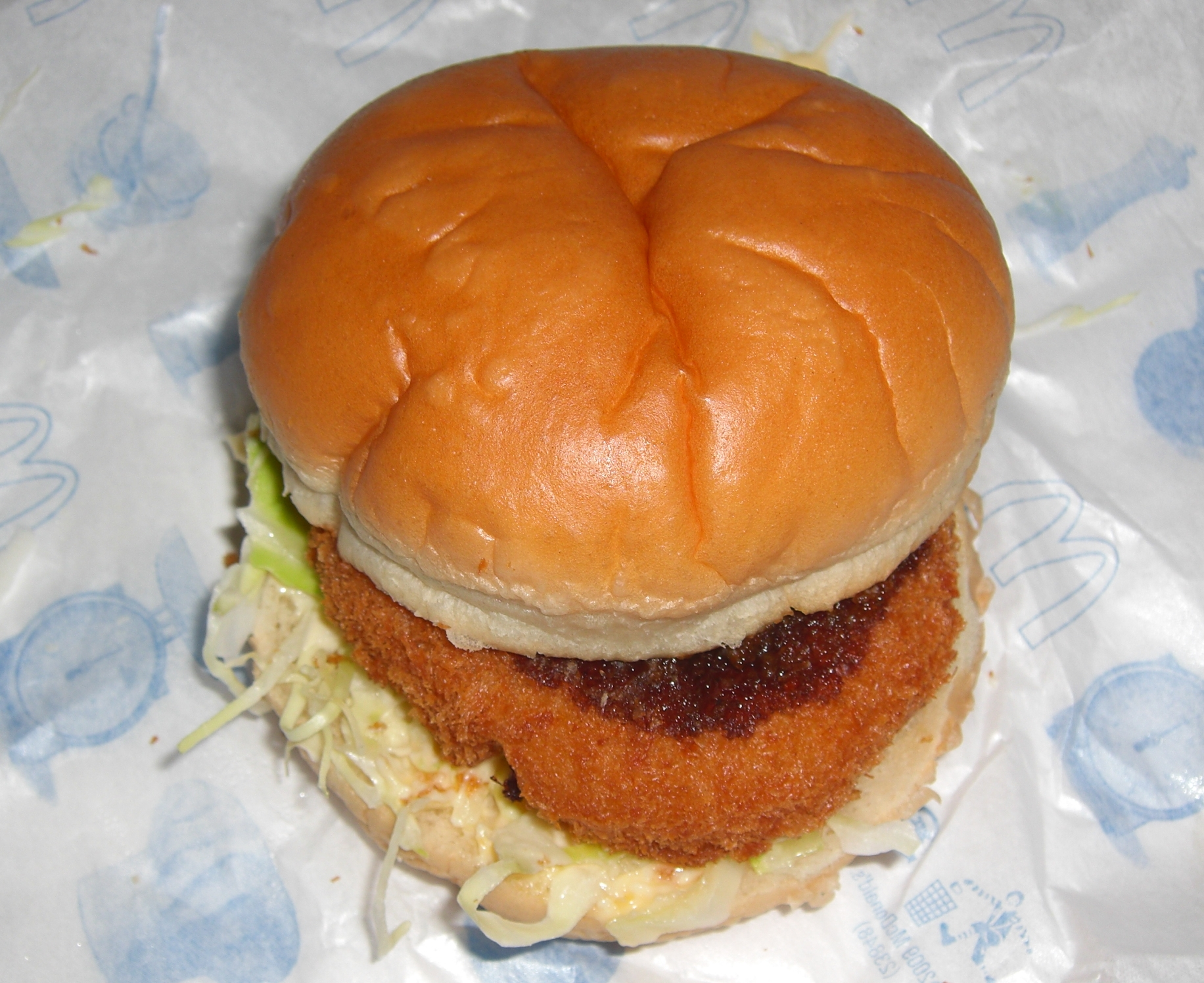
グラコロ

- グラコロ - 1993年に「グラタンコロッケバーガー」の名前で初登場。秋または冬に期間限定で販売される。2007年より愛称の「グラコロ」がそのまま商品名となった。2016年から2018年までは「超グラコロ」の名前で販売された。
  - チーズグラコロ - 2011年まで販売された派生商品。
  - トマトクリームグラコロ - 2011年に販売された派生商品。
  - デミチーズグラコロ - 「チーズグラコロ」に代わり、2012年から2015年まで販売された派生商品。
  - 超デミチーズグラコロ - 2016年に販売された派生商品。
  - 熟グラコロ ビーフシチュー - 2017年に販売された派生商品。
  - 濃グラコロ チーズフォンデュ - 2018年に販売された派生商品。
  - ビーフデミ チーズグラコロ - 2019年に販売された派生商品。
  - コク旨ビーフシチューグラコロ - 2020年に販売された派生商品。
  - コク旨アンガスビーフボロネーゼグラコロ - 2021年に販売された派生商品。
  - ふわとろたまご濃厚デミグラコロ - 2022年に販売された派生商品。
  - 濃厚ビーフハヤシグラコロ - 2023年に販売された派生商品。
  - 濃厚デミ＆タルタルグラコロ - 2024年に販売された派生商品。

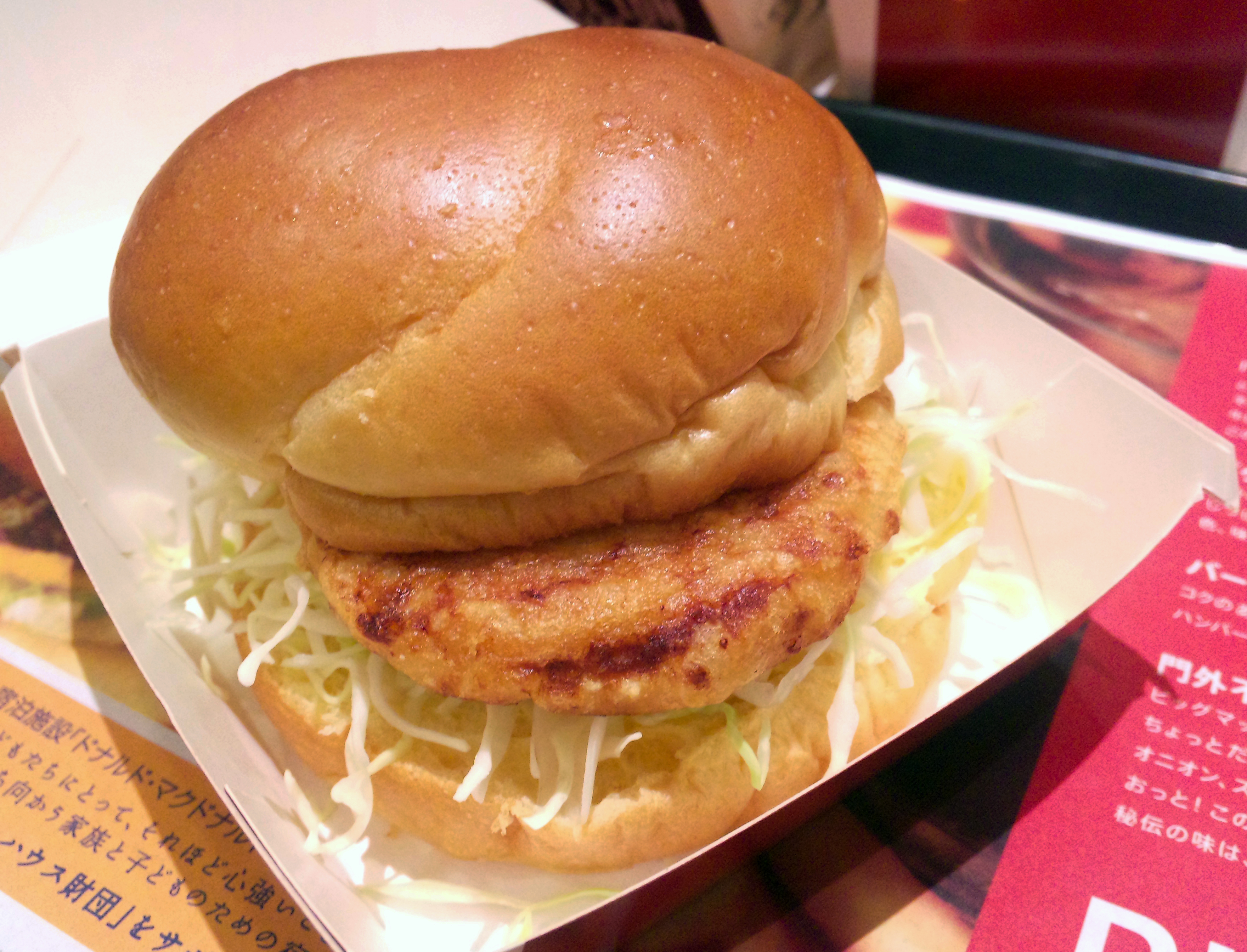
チキンタツタ

- チキンタツタ - 個別記事を参照。2022年4月20日 - 5月下旬には映画『シン・ウルトラマン』の公開を記念し「帰ってきたウルトラマン」とのコラボレーションとして「帰ってきたチキンタツタ」の名称で販売された。
  - チキンタツタ 和風おろし - 2011年 - 2013年・2014年・2015年に販売された派生商品。
  - チキンタツタ わさびタルタル - 2012年4月20日 - 5月中旬に販売された派生商品。
  - ポークタツタ - 2013年5月下旬 - 6月下旬に販売された派生商品。
  - チキンタルタ - 2017年・2018年に販売された派生商品。2018年では「凄チキンタルタ」の名前で販売された。
  - チキンタレタ - 2019年2月中旬 - 3月上旬に販売された派生商品。
  - チキンタツタ めんたいチーズ - 2020年5月中旬 - 6月中旬に販売された派生商品。
  - チキンタツタ 瀬戸内レモンタルタル - 2021年1月27日 - 2月下旬に人気青春漫画「タッチ」とのコラボレーションで販売された派生商品。
  - シン・タツタ宮崎名物チキン南蛮タルタル - 2022年4月20日 - 5月下旬に映画『シン・ウルトラマン』の公開を記念し販売された派生商品。
  - ゆず香る おろしチキンタツタ - 2023年4月19日 - 5月下旬にアニメ『ONE PIECE』とのコラボレーションで販売された派生商品。
  - 油淋鶏チーズ チキンタツタ - 2024年4月17日 - 5月下旬にアニメ『名探偵コナン』とのコラボレーションで販売された派生商品。

- ダブルチーズバーガーの派生商品 - 2017年1月25日の「第1回マクドナルド総選挙」で「ダブルチーズバーガー」が優勝したことで公約が実現し、2017年2月1日から7日までの1週間限定で「トリプルチーズバーガー」が販売。2018年からは期間限定で様々な派生商品が販売された。
  - トリチ（トリプルチーズバーガー） - 2017年2月に初登場。2021年には「日本マクドナルド創業50周年記念キャンペーン」第1弾の一環として「ジューシーチキン赤とうがらし」「テキサスバーガー2021」と同時に販売された[47]。
  - チーズチーズダブルチーズバーガー（チーチーダブチ） - 2018年1月に初登場。他の期間限定商品が完売した場合、その代わりに販売されることがある。
  - ピリ辛ダブルチーズバーガー（ピリ辛ダブチ） / ダブルビーフダブルチーズバーガー（ダブダブチ） - 2018年1月に販売。
  - スパイシーダブルチーズバーガー（ヒーヒーダブチ） / 白星ダブルビーフダブルチーズバーガー（白星ダブダブチ） - 2019年1月に販売。
  - 濃厚チーズファンにささぐダブチ（ノグチ） / やきにくソースがグッとくるベーコンダブチ（ヤグチ） - 2019年6月に販売。
  - アツ！チーダブチ / アツ！ベーダブチ - 2020年1月に販売。
  - 辛ダブチ - 2020年10月に初登場。2021年・2022年・2024年にも下記の商品と共に販売された。
  - ハミダブチ - 2020年10月に販売。
  - 濃厚白ダブチ / はみトリチ - 2021年10月に販売。
  - ニュータイプ 白いトリチ - 2022年6月、『機動戦士ガンダム』のシャア・アズナブルのコラボレーションの一環として販売された[48]
  - ガーリックオニオンダブチ - 2024年10月に販売。

- てりやきマックバーガーの派生商品 - 2017年1月25日の「第1回マクドナルド総選挙」で、準優勝となった「てりやきマックバーガー」の公約も実現されることになり、2017年2月1日から7日までの1週間限定で「ダブルてりやきマックバーガー」が販売。2019年からは期間限定で様々な派生商品が販売されている。
  - チーズチーズてりやきマックバーガー（チーチーてりやき） - 2019年1月に、「ダブチvsてりやき No.1対決」キャンペーンの一環として初めて発売された[49]。他の期間限定商品が完売した場合、その代わりに販売されることがある。また、一部店舗限定で発売されていたが、2024年11月に期間限定商品として全国展開された[50]。
  - スパイシーてりやきマックバーガー（ヒーヒーてりやき） / 白星ダブルてりやきマックバーガー（白星ダブルてりやき） - 2019年1月に販売。
  - 旨辛てりやき / 親子てりやき - 2019年10月に販売。「親子てりやき」は2021年5月にも販売された。
  - アツ！チーてりやき / アツ！ベーてりやき - 2020年1月に販売。
  - 赤辛てりやき / 黒胡椒てりやき - 2021年5月に販売。
  - 赤いガーリックてりやき - 2022年6月に『機動戦士ガンダム』のシャア・アズナブルのコラボレーションの一環として販売された[48]。
  - 北海道じゃがバタてりやき / 大阪お好み焼き風ソースたまごてりやき / 博多明太てりやきチキン - 2023年6月に販売。
  - 香ばし醤油マヨたまごてりやき / 旨辛 チーズてりやき / ガーリックバターてりやきチキン - 2024年5月に販売。

- ごはんバーガー - 夜マック実施時間帯のみ販売。レギュラーメニューのバンズを米に差し替えたもの。2020年2月5日に初登場し、当初は5月中旬までの販売を予定していたが、予想外の売り上げにより早期販売終了となった[51]。以降は1年に3 - 4回の頻度で様々な関連商品が販売される。 
  - ごはんチキンタツタ 瀬戸内レモンタルタル
  - ごはんてりやき
  - ごはんてりやきチキンフィレオ
  - ごはんベーコンレタス
  - ごはんチキンフィレオ
  - ごはんチキン こく旨醤油仕立て
  - ごはんダブルチーズ （ごはんダブチ）- 2020年10月28日-11月上旬に「夜マック」のラインアップで期間限定販売された[52]。
  - ごはんチキンタツタ - 2020年、2021年に期間限定で発売。2022年、2023年、2024年に発売された。
  - ごはんチキンタツタ 宮崎名物チキン南蛮タルタル- 2022年4月20日-5月下旬に「夜マック」のラインアップで期間限定発売された[53]。
  - ごはんチキンタツタゆず香るおろし - テレビアニメ『ONE PIECE』とのコラボレーションの一環として2023年4月19日に販売された[54]。
  - ごはんチキンタツタ 油淋鶏チーズ- テレビアニメ『名探偵コナン』とのコラボレーションの一環として2024年4月17日に発売された[55]。
  - ごはんフィッシュ 和風黒胡椒
  - ごはん辛ダブチ
  - ごはんかるび
  - ごはん海老 旨辛仕立て
  - ごはんチキン ガーリックベーコン
  - アジアンごはん 油淋鶏 - 2023年2月に発売された[56]。
  - アジアンごはん スイートチリ海老 - 2023年2月に発売された[56]。

- サムライマック
  - 炙り醤油風 トリプル肉厚ビーフ - 2021年4月に初登場。夜マック実施時間帯のみ販売。2024年は非常に高い頻度で登場している。

#### サイドメニューおよびスイーツ類
- スパイシーチキンマックナゲット- 2018年6月に発売された[57]。
  - スパイシーチキンマックナゲット黒胡椒ガーリック - 2022年1月に販売された派生商品[58]。
- ベーコンポテトパイ（ヘーホンホヘホハイ、ベーコンポテトパイセン、ベーコンポテトパイセンズ） - 1990年に初登場し2002年まではレギュラーメニューとして販売されていたが[59]、2008年10月3日[60]、2013年6月21日[61]に期間限定販売、2016年10月12日にはマクドナルド45周年記念で期間限定販売され[62]、2017年10月4日には「ヘーホンホヘホハイ」[63]、2019年4月10日には「ベーコンポテトパイセン」 [64]、2020年4月1日には「ベーコンポテトパイセンズ」 [65]の名称で販売されていた。2009年4月28日および2009年5月下旬[66]、2010年〜2011年[67]にレギュラーメニューとして再び販売され、2021年春ごろ以降、毎年期間限定発売される傾向にある。
  - スパイシーベーコンポテトパイ - 2023年8月に販売された派生商品。
  - チーズベーコンポテトパイ - 2024年7月末 - 8月に販売された派生商品。

- シャカシャカポテト - 不定期販売。販売される回数は年によって異なり、1回も販売されないこともある。

- チキチキン THE ガーリックペッパー - 2022年より主に11月に販売。2022年は「マックTHEチキン ガーリックペッパーの一撃」[68]、2023年は「マックTHEチキン ガーリックペッパー」[69]、2024年は「チキチキン THE ガーリックペッパー」の名前で登場した[70]。

- プリプリエビプリオ - 2006年1月13日にレギュラーメニューとして販売された「えびフィレオ」以来17年ぶりにエビを使ったサイドメニューで[71]、2023年9月20日から10月下旬にかけて販売されたほか、2024年9月18日にも販売された[72]。

- ひとくちチュロス - 2022年2月16日[73]、2023年2月22日[74]、2024年2月8日[75]に期間限定商品として販売されおり、都度リニューアルされている[76]。
  - ひとくち黒チュロス いちごチョコ - 2025年2月19日-3月中旬に販売された派生商品[77]。

### 過去にレギュラーとして販売されたメニュー・期間限定・地域限定商品

#### バーガー類
- N.Y. バーベキュー 肉厚ビーフ＆チーズ-2025年に「N.Y.バーガーズ」キャンペーンの一環として販売された[78]。
- N.Y. ジューシーチキン ザクザクスパイシー-2025年に「N.Y.バーガーズ」キャンペーンの一環として販売された[78]。
- N.Y. レモンタルタルシュリンプ-2025年に「N.Y.バーガーズ」キャンペーンの一環として販売された[78]。
- チキンフィレオデラックス-通常の「チキンフィレオ」に２枚のベーコンと、チーズ、オニオンを加えたもの。2013年11月15日-12月上旬に期間限定販売された[79]。
- チーズたまごダブルマック-2007年5月11日から6月7日まで期間限定販売された[80]。
- サルサチキンフィレオ-2008年6月27日に期間限定販売された[8]。
- ハバネロトマトチキンフィレオ
- クォーターパウンダーハバネロトマト
- カマンベールチキンフィレオ
- イカスミバーガー
- 粗挽きビーフメンチ
- かにコロッケバーガー
- ジャーマンバーガー
- ミートソースバーガー
- クォーターパウンダーホワイトチェダー
- チキンフィレオホワイトチェダー
- ブラジルバーガービーフBBQ/ドイツバーガーポークシュニッツェル
- ジャパンバーガービーフメンチ/フランスバーガーチキンコルドンブルー
- ハワイアン バーベキューポーク-2015年2月に「ワールドマック ハワイ」 キャンペーンの一環として期間限定で販売された[43]。
- アボカドバーガー - 2014年4月に「アボカドビーフ」「アボカドチキン」「アボカドえび」の3種類が期間限定で販売され[81]、2015年8月には「アボカドベジタブルチキン」が期間限定で販売された[82]。
- バジルえびフィレオ-2007年4月6日から5月6日まで期間限定販売された[83]。
- ヨーロッパバーガーズ - 2024年に『魔女の宅急便』とのコラボレーションとして販売された[84]。
  - ジャーマンポテト肉厚ビーフ
  - ペペロンジューシーホットチキン
  - ブイヤベース風シュリンプ
- エヴァンゲリオンバーガー - 2025年に『新世紀エヴァンゲリオン』とのコラボレーションとして販売された[85]。
  - ザク切りポテト&肉厚ビーフ コク旨ガーリックマヨ
  - メキシカンチーズチキン
  - チーズダブルてりやき
- BLTモッツァレラ＆バジル
- マック・デリ・サンド-2002年9月2日に期間限定販売された。
- きんぴらマックバーガー-仙台市内のマクドナルドで試験販売されていた。
- おとうふサンド- 広島県、山口県岩国市内の店舗で販売された。
- 具だくさんブイヤベース
- 赤おび君（赤帯くん）-地域限定。
- 秋のフィッシュカツレツ
- シュリンプバーガー
- きのこクリームえびフィレオ
- イタリアンハーブえびフィレオ
- ペッパーチーズダブルビーフ
- ペッパーチーズダブルマック
- さっぱりカルビ
- モッツァレラチキンカツ
- ふわたまソーセージカツ
- ホタテマック（マックホタテ・ほたてマック）
- ビーフあじつけバーガー
- マックスパイシーレタス
- マックサルササンド
- ハムサラダサンド
- BLBトマト/BLBダブル
- チーズグリルビーフバーガー
- チーズジューシーダブルマック
- ドナルドマック
- サムライマック
  - 旨辛 ダブル肉厚ビーフ
  - 燻製風マヨ トリプルベーコン肉厚ビーフ
  - 和風バーベキュー たまご肉厚ビーフ
  - にんにく ザク切りポテト肉厚ビーフ
- クォーターパウンダー - 個別記事を参照（派生商品を含む）。
- 肉厚ビーフバーガー ペッパー&チーズ - 2022年には「N.Y.バーガーズ」キャンペーンの一環として販売された[86]。
- グリルチキンバーガー ソルト&レモン - 2022年には「N.Y.バーガーズ」キャンペーンの一環として販売された[86]。
- おてごろマック / ちょいマック
  - バーベキューポークバーガー（バベポ） - 「おてごろマック」開始当時から販売[23]。2017年1月の「マクドナルド総選挙」でBブロック最下位となり、同年2月をもって「ヤッキー」と代わる形で販売終了となった。
  - ハムレタスバーガー（ハムタス） - 「おてごろマック」開始当時から販売された[23]が、「チキチー」と代わる形でわずか2か月で販売終了となった。
  - マクポ（ベーコンマックポーク） - 2018年7月4日から販売。2021年1月19日をもって「ヤッキー」と代わる形で販売終了となった。
    - 倍マクポ（倍ベーコンマックポーク）

  - ヤッキー（しょうが焼きバーガー） - 2017年2月22日から販売[87]。2018年7月4日をもって「マクポ」と代わる形でレギュラー販売を終了[87]。2021年1月20日に「マクポ」と再び入れ替わる形で期間限定で復活し、5月中旬まで販売される予定だったが、在庫不足により4月中旬で早期販売終了となった[88]。
    - 倍ヤッキー（倍しょうが焼きバーガー） - 2018年の「夜マック」開始に合わせて発売された[89]。

  - スパビー（スパイシービーフバーガー） - 2021年7月7日から販売。2024年1月23日をもって販売終了となった[27]。
    - 倍スパビー（倍スパイシービーフバーガー）
- グラン - 2017年4月5日から展開[90]。「サムライマック」のレギュラー化に伴い、2021年4月6日をもって販売終了となった[25]。
  - グラン クラブハウス
    - 倍グラン クラブハウス

  - グラン ベーコンチーズ
    - 倍グラン ベーコンチーズ

  - グラン てりやき - 「グラン ガーリックペッパー」と代わる形で販売終了となった。
  - グラン ガーリックペッパー - 2018年10月10日から販売[15]。「グラン クラブハウス」「グラン ベーコンチーズ」よりも先に販売終了となった。
    - 倍グラン ガーリックペッパー
- アメリカンデラックスチーズバーガー - ビーフとチキンの2種類あり、2017年11月1日から「アメリカンデラックス」キャンペーン第1弾「デラックスチーズ」シリーズの一つとして発売された[91]。
- アメリカンデラックスバーベキューバーガー - ビーフとチキンの2種類あり、2017年11月22日から「アメリカンデラックス」キャンペーン第2弾「デラックスバーベキュー」シリーズの一つとして発売された[92]。
- 東京ローストビーフバーガー - 「マック対マクド」キャンペーンの一環として発売された[93]。
- 大阪ビーフカツバーガー
- 宮崎名物チキン南蛮バーガー
- 名古屋名物みそカツバーガー
- 金沢名物黒カレーカツバーガー
- 必勝バーガー ビーフ&パイン - リオデジャネイロオリンピックを記念するため2016年8月3日から発売された[94]
- 必勝バーガー チキン&トマト- リオデジャネイロオリンピックを記念するため2016年8月3日から発売された[94]
- 1955 スモーキーアメリカ - 2016年7月に日本マクドナルド45周年を記念する形で販売された[95]
- 1971 炙り醤油ジャパン- 2016年7月に日本マクドナルド45周年を記念する形で販売された[95]
- 裏てりやきマックバーガー - 「マックの裏メニュー」キャンペーンの一環として2016年６月[96]、2017年5月[97]、2018年6月[98]に販売された。
- 裏チキンフィレオ - 「マックの裏メニュー」キャンペーンの一環として2016年6月[96]、2017年5月[97]、2018年6月[98]に販売された。
- 裏ダブルチーズバーガー - 「マックの裏メニュー」キャンペーンの一環として2016年6月[96]、2017年5月[97]、2018年6月[98]に販売された。
- 裏エビフィレオ- 「マックの裏メニュー」キャンペーンの一環として2018年6月[98]に販売された。
- アボカドベーコンレタスバーガー
- 北のいいとこ牛っとバーガー（名前募集バーガー、北海道産ほくほくポテトとチェダーチーズに焦がし醤油風味の特製オニオンソースが効いたジューシービーフバーガー（仮称）[99]）
- モグモグマック - 2015年に登場したメニューであり、ハッピーセットとしても注文することができた[100]。チキンパティの中にニンジンや枝豆、コーンなどが練りこまれている[100]。
- ベジタブルチキンバーガー （チキンベジタブルバーガー）- 同時期に登場した「モグモグマック」と同様のパティが用いられているが、具材の種類やソースの内容が異なる[101]。
- クラブハウスバーガー - 「王道の味」をコンセプトとした商品であり、分厚いビーフパティを用いている[102]。
- 旧ダブルバーガー - ダブルチーズバーガーのチーズ2枚抜きで再現可能。
- 旧マックダブル - ダブルチーズバーガーのチーズ1枚抜きで再現可能。
- とんかつマックバーガー - 2014年5月7日-5月下旬に期間限定品として登場し[103]、 2014年10月よりレギュラーメニューに追加されたが[104]、2015年9月に販売終了となった[105]。
- パイナップルチーズバーガー
- フィレオチキンバーガー
- チーズカツバーガー
- スーパーマック-1990年発売[106]。
- ジャムサンド/カツサンド - 1992年に一部店舗で試験販売された。
- 中華あんかけバーガー - 2002年1月23日に愛媛県・広島県・山口県岩国市内で販売された。
- 生姜だれバーガー
- フレッシュマック - 野菜を用いたメニューを増やしてほしいという要望に応えるため、通常のバーガー（ベーコンレタスバーガー/チキンフィレオ/フィレオフィッシュ）の具材に野菜を追加したものであり、2015年7月から期間限定として発売された[107]。1991年にも同名の商品が販売されていた[108]。
- ホームメイドマック - 「フライパンのあじわい」をコンセプトに、家庭風のハンバーグをパティとして用いた製品で、1992年3月16日から発売された[109]。また、日本ハインツとのタイアップでケチャップに同社の製品を用いている[109]。
- マックベジ（ツナ） - インドのマクドナルドにおいては、宗教上の都合からハンバーガーの代わりに販売される製品名として運用されている[110]。
- ジューシーダブルマック
- マック卵まん
- かるびマック（かるびまっく、乗かるび） - 1998年に期間限定品として初登場[111]。1999年[111]、2001年に再発売し[111]、2000年には「newかるびマック」として登場[111]。2016年・2019年・2020年[112]に期間限定で販売。2016年には「マクドナルド45周年記念キャンペーン」第4弾の一環として期間限定で販売され[111]、2019年のみ「マック改名バーガーズ」キャンペーンの一環として、「乗かるび」に改名して販売された[42]。
- こく旨かるびマック - 2022 FIFAワールドカップを記念して2022年に発売された商品で、2002 FIFAワールドカップをモチーフとしている[113]。
- ワイルドビーフバーガー オニオンリング＆チーズ - 2022 FIFAワールドカップを記念して2022年に発売された商品で、2014 FIFAワールドカップをモチーフとしている[113]。
- ケバブ風チキンバーガー  - 2022 FIFAワールドカップを記念して2022年に発売された商品で、同大会をモチーフとしている[113]。
- マイティビーフオリジナル - 2020年に「世界のマクドナルドからビーフバーガー集結」キャンペーンの一環として発売された商品で、カナダで過去に販売された製品をモチーフとしている[112]。
- スモーキーバーベキュー- 2020年に「世界のマクドナルドからビーフバーガー集結」キャンペーンの一環として発売された商品で、イギリスで過去に販売された製品をモチーフとしている[112]。
- ベーコンラバーズ- 2020年に「世界のマクドナルドからビーフバーガー集結」キャンペーンの一環として発売された商品で、オーストラリアで過去に販売された製品をモチーフとしている[114]。
- マックグラン / トマトマックグラン / ダブルマックグラン
- マックトースト - 2013年10月に期間限定商品として販売された[115]。
- マックポーク - 2007年7月から2012年9月までレギュラーとして販売され、2013年11月に期間限定限定販売。
- マックポークダブル
- 旧ダブルてりやきマックバーガー - 2013年12月、2015年1月、2017年2月に期間限定販売。過去にメガてりやきマックバーガーという名称で試験販売されたことがある[注釈 3]。
- 旧ダブルフィレオフィッシュ - 2013年12月、2016年8月に期間限定販売。過去にメガフィレオフィッシュという名称で試験販売されたことがある。
- マックラップ - チキンシーザー / えびサウザン / ベーコンレタス・エッグ / サラダマリネ /黒酢チキン/シュリンプチリ- ラップ形式の商品として2005年にアメリカで発売された商品を日本でアレンジしたものであり、うち「チキンシーザー」と「えびサウザン」は2007年11月2日から発売された[117]。2008年1月15日には朝マック専用として「ベーコンレタス・エッグ 」と「サラダマリネ」が発売され[118]、デイメニューとして販売されていた「チキンシーザー」が朝マックでも販売された[119]。2008年4月15日には期間限定で「黒酢チキン」が発売され[120]、2014年2月には「チキンシーザー」「シュリンプチリ」の2種類が地域限定で販売された[121]。
- マック牛なべパン
- ビーフ味つけバーガー
- チーズ・デミグラ- 2006年1月6日-1月26日に期間限定販売された[122]。
- デラックスマック
- デミグラきのこバーガー
- ベジコロバーガー
- ゴーダ＆チェダー
- 白身魚のグラタンサンド
- サーモンクリーム
- スモークドビーフサンド
- 南仏風ラタトゥーユサンド
- NEW ゴマえびフィレオ ごまごまバンズ
- ベーコンチーズダブルバーガー（マックスター） - ダブルバーガーにチーズ1枚とベーコン1枚を入れたもの、商品名は販売時期によって変わっている。
- グリルチキンサンド / トマトグリルチキンサンド- 2006年発売[123]。
- イタリアンチキンフィレオ - チキンフィレオの派生製品として、2009年に発売された[124]。
- ベーコンマックバーガー
- ベーコンレタストマトバーガー
- レタペパチーズバーガー
- サーモンマリネバーガー
- トマトチキンフィレオ - 2004年10月に発売された[125]。
- 焙煎ごま えびフィレオ - 2006年9月29日[126]、2007年10月5日[127]に期間限定で販売され、2015年10月6日にえびフィレオ10周年を記念して発売された[128]。2023年にも「平成バーガー」キャンペーンの一環として販売された[129]。
- オージーデリ/チーズオージーデリ - 2000年代にオーストラリアで販売されていた「デリチョイス」をヒントに開発された商品で、パティの代わりにパストラミビーフを具材として用いている[130]。
- カレーバーガー / カレーチーズバーガー
- 生姜だれバーガー
- グリルビーフバーガー - 1997年に期間限定で発売された[31]。
- プレミアムマック - 2003年、静岡県で先行販売し、のち全国販売。『ニューテイストメニュー』の第一弾という位置づけだった[131]。
- ベーコンフレッシュバーガー
- レタス&ペッパーバーガー（レタペパバーガー） - 2012年3月に期間限定品として発売されたのち、同年9月にソースを変更したうえで再び発売された[132]。
- レタスダブルマック
- トリプルマック - 1997年2月に期間限定品として発売された[133]。
- ポテピリバーガー（ポテピリチーズバーガー）
- てりやきチキンカツバーガー
- アジアンダブルマック
- カルビナムルサンド-カルビハンバーグ、ナムル、レタス、スイートチリソースを挟んだもの。2003年6月19日発売[134]。
- ピタマックタンドリーチキン/タンドリーチキントマト/冬野菜チキン - 「タンドリーチキン」、「トマト」および「冬野菜（レンコン、ゴボウ、人参）」をピタパンに挟んだもので、2006年8月4日-8月24日[135]、2007年8月10日-8月30日に期間限定販売された[136]。2006年12月15日-2007年1月8日には「冬野菜チキン」が期間限定販売された[137]。
- チキンカツバーガー - 2002年に期間限定で販売された[31]。
- マックイタリアーノ - 1998年10月に期間限定で販売されていた。
- ジンジャーチキンフィレオ - 2007年2月9日から3月4日まで期間限定販売された[138]。
- メガシリーズ - メガマック（ダブルビッグマック） / メガたまご / メガトマト / メガてりやき
- クラブハウスマック
- マックリブ / マックリブ ダブル（ダブルマックリブ）（英語版）-2001年4月に期間限定商品として初登場[139]。2008年10月3日-10月30日[139]、2011年9月30日-10月中旬に期間限定販売された[140]。2018年5月9日には「食べて投票! あなたが選ぶレギュラー争奪オーディション」の一環として期間限定販売された[141]。
- サーモンマック・ムニエル風-「サーモンの切り身フライ」をサンドしたもの。 2001年1月に期間限定で発売された[31]。
- マック豚しょうが
- メンチマック-セサミバンズに「メンチカツ」、「デミグラスソース」、「キャベツ」、「チーズ」 をサンドしたもの。2002年1月26日に販売された[142]。

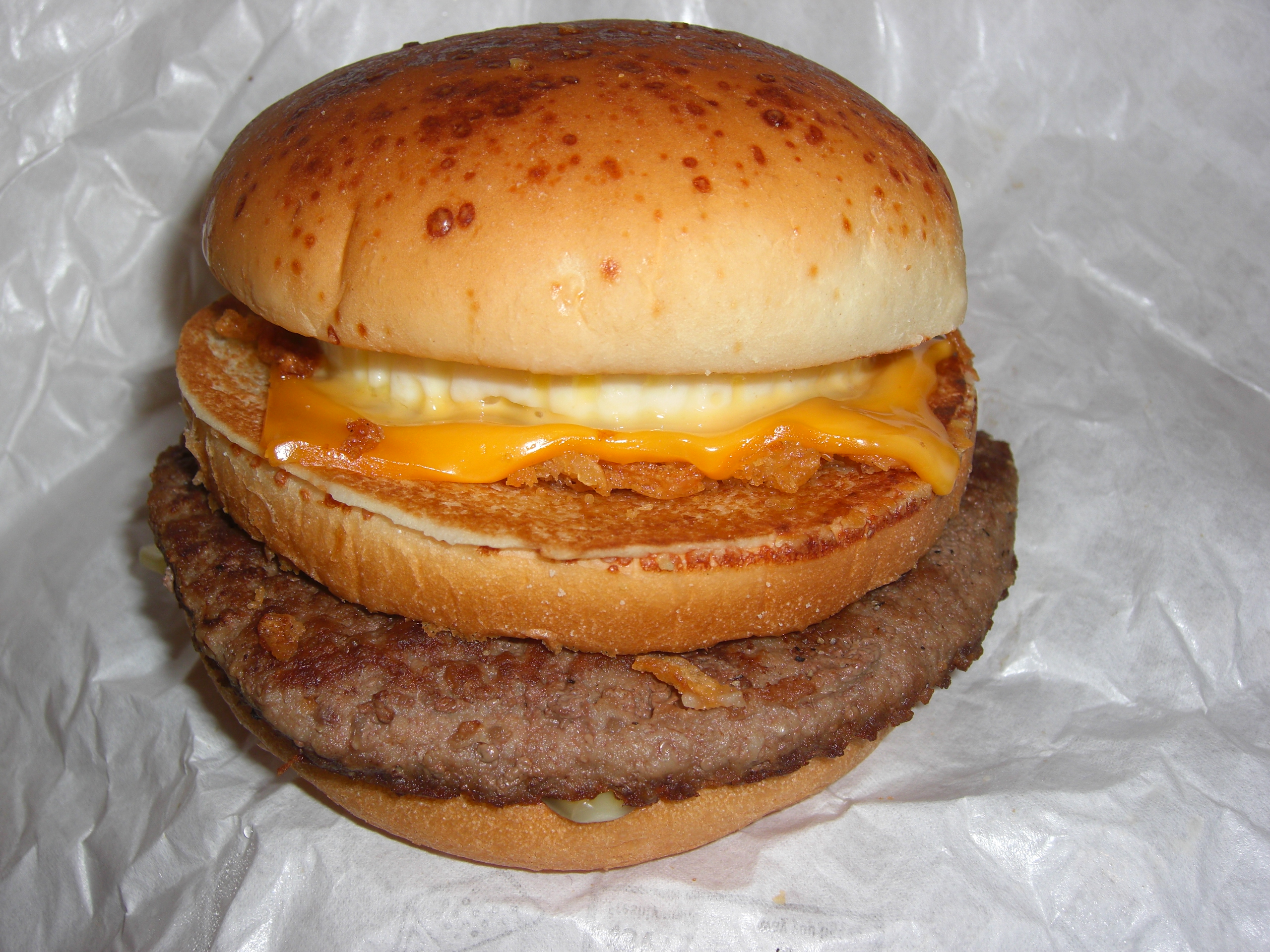
グランドキャニオンバーガー

- Big America - 2010年から2013年に展開。年により種類は異なる。
  - 2010年：テキサスバーガー[注釈 4] / ニューヨークバーガー[144]  / カリフォルニアバーガー[145]/ ハワイアンバーガー[146]
  - 2011年（Big America2）：テキサス2バーガー / アイダホバーガー / マイアミバーガー / マンハッタンバーガー
  - 2012年：グランドキャニオンバーガー / ラスベガスバーガー / ブロードウェイバーガー / ビバリーヒルズバーガー
  - 2013年（Big America ALL STARS）：テキサスバーガー / アイダホバーガー
    - 2018年にも「アメリカンデラックス 2018」として、2013年の2商品が販売された。また、「テキサスバーガー」は2016年にマクドナルド45周年記念で期間限定販売[147]、2021年[注釈 5]にも再登場している。
- チリチキン - 「Big America2」のさなかに限定販売。1か月も満たないうちに販売終了した。
- KBQバーガー / ダブルKBQバーガー - 2011年10月28日 - 2011年11月25日に期間限定品として発売された[148]。
- N.Y.肉厚ビーフ&ポテト - 2023年に「N.Y.バーガーズ」キャンペーンの一環として販売された[149]。
- N.Y.バッファローチキン - 2023年に「N.Y.バーガーズ」キャンペーンの一環として販売された [149]
- N.Y.デリ シュリンプタルタル - 2023年に「N.Y.バーガーズ」キャンペーンの一環として販売された [149]
- アイコンチキン ソルト&レモン（レモモモン） - 2010年7月2日に初出時した際の名称は「チキンバーガー ソルト&レモン」だった[150]。2019年5月には「マック改名バーガーズ」キャンペーンの一環として、「レモモモン」に改名して期間限定で販売された[42]。2024年にも「リバイバルバーガーズ」の一環として販売された[41]。
- アイコンチキン カルボナーラ[151]
- アイコンチキンカリフォルニアコブ
- アイコンチキンイタリアンハーブ
- アイコンチキン チーズフォンデュ
- アイコンチキン ジャーマンソーセージ
- アイコンチキン ディアボロ
- チキンバーガーオーロラ-2010年7月16日-8月下旬に期間限定販売された[150]。
- トマトビッグチキン/ビッグチキン-2012年6月8日に期間限定販売された[152]。
- ダブルクォーターパウンダー
- バーベキュークォーターパウンダー
- ジューシーチキン赤とうがらし - 2009年に発売された[153]。2021年には「日本マクドナルド創業50周年キャンペーン」第１弾の一環として販売された[47]。
- ジューシーチキン ブラックペッパー - 2009年に発売された[153]。2023年にも「平成バーガー」キャンペーンの一環として販売された[129]。
- マックペッパービーフ
- マックペッパーチキン
- サーモンフィッシュ
- ミラノ風カツレツサンド
- ハワイアンスパイシーバーベキュー-2020年8月に「マックでどこでもハワイ！！」キャンペーンの一環として期間限定で販売された[154]。
- 担々ダブルビーフ - 2023年にアジアンフェアの一環として販売された[155]。
- 油淋鶏チキン- 2023年にアジアンフェアの一環として販売された[155]。
- スイートチリシュリンプ- 2023年にアジアンフェアの一環として販売された[155]。
- スイートチリ えびフィレオ - 2006年に発売されたほか、2024年にも「リバイバルバーガーズ」の一環として販売された[41]。
- ゴジラバーガー - 2024年に映画『ゴジラ』とのコラボレーションとして販売された[156]。
  - 旨辛肉厚ビーフ&ザク切りポテト
  - スモーキーペッパーチキン
  - チーズダブルてりやき
- イタリアンチキンサンド-プレミアチキンパティ、煮込みトマト、モッツァレラチーズ、レタスをサンドしたもの。2006年2月10日にトリノオリンピックを記念し期間限定で発売された[157]。
- メガチキンフィレオ
- ニューヨークスタイルチキン
- オムレタスサンド
- クラシックテイスティ
- セサミロールチキンサンド
- ジューシーチキンフィレオ/てりやきジューシーチキンフィレオ/スパイシージューシーチキンフィレオ-広島県・山口県岩国市限定。2023年5月23日に広島県・山口県岩国市のマクドナルド55店舗にて販売された[158]。なお、「ジューシーチキンフィレオ」は2012年5月18日にレギュラーメニューとして販売されていたが[152]、2013年11月15日に「Newチキンフィレオ」の登場より販売終了となった[79]。
- グランド ビッグマック / ギガ ビッグマック - 2016年4月から2022年6月までに不定期で販売された。「ギガ〜」は数量限定（株主優待券使用不可）。
  - ビッグマック ベーコン / ビッグマック BLT - 2018年に上記の商品の代わりに販売された。
  - ビッグマック ジュニア - 2019年・2020年に「グランド〜」「ギガ〜」と同時販売[159]。
- 「アメリカンヴィンテージ」キャンペーン-2014年1月7日から3月上旬に展開。1950年代～1980年代の“古き良き時代のアメリカ”をコンセプトとしたキャンペーン。
  - ダイナーダブルビーフ/ダイナーハニーマスタード-2014年1月7日に「アメリカンヴィンテージ」キャンペーンの一環として期間限定販売された[160]。
  - ホット&グルービー ビーフ/ホット&グルービー チキン- 2014年1月28日に「アメリカンヴィンテージ」キャンペーンの一環として期間限定販売された[161]。
  - アメリカンファンキーBBQ ビーフ/アメリカンファンキーBBQ チキン- 2014年2月18日に「アメリカンヴィンテージ」キャンペーンの一環として期間限定販売された[162]。

#### サイドメニュー
- マック春巻き中華カレー-春巻きの皮にカレー風味の「ひき肉」を包んだもの。2002年1月23日に販売された[163]。
- カレーロール-春巻きの皮に「豚肉」、「玉ねぎ」、「赤ピーマン」の具の入ったポークカレーを包んだもの。2003年10月23日に販売された[164]。
- えびマンジュ-ホットチリソースが付属しており、2006年4月7日に販売された[165]。
- シャカシャカジューシーチキン-通常の「シャカシャカチキン」にブラックペッパーを加えたもの。広島県・山口県岩国市限定で2023年5月23日に広島県・山口県岩国市のマクドナルド55店舗にて販売された[166]。
- ジューシーシャカシャカチキンレッドペッパー/チェダーチーズ- 通常の「シャカシャカチキン」にムネ肉を使用したもの。2012年5月18日にレギュラーメニューとして販売された[152]。
- ジューシーチキンセレクト- 2010年7月2日にレギュラーメニューとして販売された[150]。
- マックロールソーセージ-モチモチした食感のピタとサンチュにソーセージを包んだもの。2007年9月14日に期間限定販売された[167]。
- チーズポテトディップ-2013年12月11日に期間限定販売された[168]。
- イタリアンリゾットボール（トマト&イカスミ）- FIFAワールドカップオフィシャルスポンサー兼オフィシャルレストランの一環として2014年5月7日に期間限定販売された[169]。
  - きのこリゾットボール-2014年9月3日に期間限定販売された[170]。
- アイコンチキンスナック- 2011年1月21日に期間限定販売された[171]。
- もちもちチーズボール-餅米をチーズソースで包み、フライにしたもの。2015年8月に北海道のマクドナルド10店舗で先行販売された[46]。
- 和風ポテトフライ大学いもの味-マックフライポテトに黒胡麻入りの大学いものタレをかけたもの。2017年2月15日に期間限定販売された[172]。
- フレンチ野菜ロール-トルティーヤに「なす」、「玉ねぎ」、「ピーマン」、「トマト」を巻いたものであり、2003年1月9日に販売された[173]。
- クリスマスチキン
- イカポテ-イカフライとマックフライポテトのセットでピリタルソースが付属していた。2003年3月26日に販売された[174]。
- マックピザ-1991年7月に246用賀店で試験販売されていた[175]。
- フライドチキン-1991年5月に246用賀店で試験販売されていた[175]。
- 冷たいパンプキンスープ
- グラタンドリア
- 旨辛ジューシーチキン
- ふりふりポテト
- ボーナスポテト
- ナゲッポ
- クラシックフライwith チーズ-マックフライポテトにベーコンフレーバーをトッピングしチーズソースをかけたもの。2014年1月7日に「アメリカンヴィンテージ」キャンペーンの一環として期間限定販売された[160]。
- クラシックフライクワトロチーズ-マックフライポテトに4種のチーズ（ゴーダ、チェダー、モッツァレラ、ゴルゴンゾーラ）ソースをかけたもの。2014年10月29日に期間限定販売された[176]。
- クラシックフライバーベキュー＆チェダーチーズソース-マックフライポテトにバーベキューソースとチェダーチーズソースをかけたもの。2015年10月6日に期間限定販売された[177]。
- クラシックフライはちみつマスタード-マックフライポテトにはちみつマスタードソースをかけたもの。2016年7月6日に日本マクドナルド45周年を記念する形で期間限定販売された[178]。
- マックチョコポテト-マックフライポテトにホワイトとブラウンの2色のチョコソースをかけたもの。2016年1月26日に期間限定販売された[179]。
  - ハロウィンチョコポテト パンプキン&チョコソース-マックチョコポテトのハロウィン版。マックフライポテトにオレンジ色のパンプキンソースとブラウンの2色のチョコソースをかけたもの。2016年9月28日に期間限定販売された[180]。
  - ハロウィン魔女ポテト紫いも&チョコソース-ハロウィンチョコポテトの魔女版。マックフライポテトに紫色の紫いもソースとブラウンの2色のチョコソースをかけたもの。2016年10月19日に期間限定販売された[181]。
- ペアマック-ナゲット３個＋ポテト(Ｓ)のセットメニュー。
- サクッとチキンスティック-2個入りのバターミルクチキンでアメリカのマクドナルドでは2017年に発売され、日本では2018年11月1日に発売された[182]。
- マックピタ - ピタパンに焼肉と野菜を挟んだ商品[31]。
- 豆腐しんじょナゲット - 2014年8月から9月にかけて販売された期間限定品で、白身魚のすり身と豆腐を用いている[183][注釈 6]
- ひとくちタツタ - 2020年5月13日-6月中旬[184]、2021年1月27日-2月下旬[185]に期間限定商品として販売された。
- グランドフライ - マックフライポテトのグランドサイズで、Lサイズよりも大きい[186]。
- マックチキンビッツ（ゆく鳥くる鳥）
- カクニパオ-まんとうに角煮を挟んだサンドイッチ。2003年11月15日から2003年12月7日まで期間限定販売された[187]。
- えびチキ（えびナゲット2つとチキンマックナゲット3つ入り） - ピリタルソースが付属しており、2003年11月15日から2004年1月4日に期間限定販売された[187]。
- クラムチャウダー
- ミネストローネ - 2015年ごろから冬季限定商品として展開された[188]。
- ブロッコリークリームスープ
- コーンスープ（コーンクリームスープ）
- マックデリシャススープ-ミネストローネ、クラムチャウダー、ブロッコリークリームの3種類が発売された。
- フィッシュマックディッパー
4 - 9個入り[注釈 7]の小さな白身魚のフライで、2004年3月8日に発売された[189]。2005年10月27日で販売終了。
- マックマンチャー - チェダーチーズ・モッツァレラチーズをブレンドし混ぜ合わせた6個入りの小さなポテトで2006年2月10日にトリノオリンピックを記念し期間限定で発売された[190]。
- サラダディッシュ クリスプチキン / サラダティッシュ グリルチキン - 2006年発売[123]。
- マックシェイカーサラダ（現行のサイドサラダに肉類などが入っていたもの）
- 旨味ジューシー・チキン-2003年9月3日に北海道限定で販売された。
- マックトーキョー - 野菜メニューやティータイムメニューの強化への要望を受け、2002年6月17日から全国展開されたメニュー[191]。
- マックベーカリー - 2008年7月から導入されたメニューで、メロンパン、シュガークロワッサン、チョコデニッシュの3種類である[192]。
- マックパイ
  - チーズベーコンポテトパイ- 2024年7月31日-8月下旬に期間限定販売された[193]。
  - クリームシチューパイ（シチュパイ）- 2016年1月5日-3月下旬に期間限定販売された[194]。
  - ビーフシチューパイ- 2021年12月8日-2022年1月上旬 [195]、2022年12月8日-2023年1月上旬[196]、2023年12月8日-2024年1月上旬[197]に期間限定販売された。
  - スパイシーベーコンポテトパイ- 2023年8月2日-8月下旬に期間限定販売された[198]。
  - イタリアンピザパイ
  - きのこのシチューパイ
  - カレーパイ-2002年1月26日、2007年9月14日に期間限定販売された[167]。
  - とろ～りチーズのビーフシチューパイ- 2024年12月4日-2025年1月上旬に期間限定販売された[199]。
- シャカチキ - スパイシーガーリック/ ブラックペッパー/レモン/ホットチリ/レモンペッパー /アメリカンバーベキュー[200]
- 必勝アミアミポテト- リオデジャネイロオリンピックを記念するため2016年8月3日から発売された[94]
- カーリーポテトフライ - 2015年1月6日から期間限定で販売された[201]ほか、2017年1月6日にも期間限定で販売された[202]。
- アメリカンチェダーポテト - 2種類のチーズとポテトを混ぜて揚げた製品で、2017年11月から「アメリカンデラックス」キャンペーン第1弾「デラックスチーズ」シリーズの一つとして発売された[91]。
- カケテミーヨ チーズボロネーゼ - マックフライポテトにチーズボロネーゼソースをかけた商品で、カケテミーヨ第1弾として2018年2月28日から3月下旬までの期間限定商品として販売された[203]。
- カケテミーヨ カルボナーラ - マックフライポテトにカルボナーラソースをかけた商品で、カケテミーヨ第2弾として2018年10月19日から11月下旬までの期間限定商品として販売された[204]。
- ガーデンサラダ　チーズドレッシング/ゴマドレッシング
- オニオンリング
- サイドサラダ バジルソース

#### 朝マック
- N.Y. バーベキュー ソーセージ＆チーズマフィン-2025年に「N.Y.バーガーズ」キャンペーンの一環として販売された[78]。
- アボカドマフィン-2015年8月に期間限定販売された[82]。
- アメリカンデラックスチーズマフィン - 2017年11月から「アメリカンデラックス」キャンペーン第1弾「デラックスチーズ」シリーズの一つとして発売された[91]。
- アメリカンデラックスバーベキューマフィン - 2017年11月下旬から「アメリカンデラックス」キャンペーン第2弾「デラックスバーベキュー」シリーズの一つとして発売された[205]。
- 東京ローストビーフマフィン
- 大阪ビーフカツマフィン
- 裏ソーセージエッグマフィン- 「マックの裏メニュー」キャンペーンの一環として2017年5月[97]、2018年6月[98]に販売された。
- 裏ベーコンエッグマックサンド- 「マックの裏メニュー」キャンペーンの一環として2018年6月[98]に販売された。
- ダブチソーセージマフィン
- てりやきマフィン
- メガマックグリドル- 2008年春に大宮地区などの一部店舗で「メガグリドル」として試験販売が行われ、2016年8月に「メガマックグリドル」として限定販売された。
- ソーセージブレックファースト
- （チーズ）フランクバーガー（フランクバーガーwithチーズ）
- ダブルフランクバーガー
- フランクバーガー
- ダブル（チーズ）フランクバーガー
- スクランブルエッグマフィン
- ハムチーズベーグル
- ハムサラダサンド
- オムサラダマフィン
- ウェイクアップマフィン
- サラダマリネベーグル - 2005年3月からベーグル製品第3弾として発売された[206]。
- フライドエッグベーグル - 2003年10月から2004年1月6日までの期間限定品として発売された[207]。
- マックホットドッグメガソーセージ
- チキンマフィン
- サラダマリネマフィン - 2008年12月からレギュラー商品として発売されていた[208]。
- スパニッシュオムレツマフィン
- チキンエッグマフィン
- ツナマフィン - 2011年10月に期間限定商品として販売されたのち、11月からレギュラーメニュー入りした[209]。
- おにぎり - 1992年にみそ汁とのセットで246用賀店などで試験販売されていた。
- みそ汁- 1992年におにぎりとのセットで246用賀店などで試験販売されていた。
- マックホットドッグ クラシック - 2009年に発売[210]。
- ビッグブレックファスト - 2024年1月23日をもって販売終了[27]。
- ビッグブレックファスト デラックス - 2024年1月23日をもって販売終了[27]。

#### 夜マック
- 炙り醤油風 トリプル肉厚ビーフ

#### ライスメニュー
1990年代初頭のみ展開。
- 3色ご飯-1993年に広尾店（2020年9月30日閉店）などで試験販売されていたご飯もののメニュー。卵・鳥そぼろ・鮭フレーク・絹さやがご飯に乗せてある。
- マックチャオ（マック炒） - 1991年12月から導入された、午後5時以降限定販売のライスメニュー[175]。当初は中華メニューであったが、1992年5月、洋風メニューに変更された[175][注釈 8]。
  - マックチャオ / エビチャオ
  - ハンバーグチャオ / カツチャオ
- カレー - 1992年3月から導入された、午前11時から午後2時まで限定販売の米飯メニュー[175]。洗米機と炊飯器を店舗厨房に置いて炊出しを行っている[175]。当初は「お昼のカツカレー」もあったが1992年4月で終売となり、その後5月から「ビーフカレー」と「チキンカレー」が加わった[175]。

#### ドリンク
- グランドコーク - 通常提供されるLサイズよりも大きなコーラ[186]。
- 裏・コーク - 「裏メニュー」キャンペーンの一環として2018年6月から販売された[98]
- コーク 辛口ジンジャー[211]
- マックカフェラート
- ウーロン健美茶（アイスウーロン茶・ウーロン茶）
- ロイヤルミルクティー
- 抹茶ラテ
- アイスカフェオーレ
- ジンジャーエール
- カプチーノ
- アイスカプチーノ
- やさい＆フルーツ
- アップル100
- カフェラテ
- アイスショコラ
- アイスコーヒー/アイスコーヒーブレンド
- アイスティー
- プレミアムコーヒーブレンド/アイスカフェ
- ホットチョコレート（ホットココア）
- コーンポタージュ（コーンポタージュスープ）
- ファンタオレンジ - 2008年には派生製品である「ファンタ ふるふるシェイカー オレンジ」のサンプリングキャンペーンが展開されていた[212]。
- ティーセレクト(ホットレモンティー、ホットミルクティー/Liptonイエローラベル、アップル、ローズヒップ＆ハイビスカス）2006年9月15日に販売された[213]。
- マックフィズ -炭酸飲料。もともとは日本国外のマクドナルドで展開されていたが2013年から日本でも展開されるようになった[214]。
  - マンゴー果肉入り トロピカルフルーツ / グリーンハワイ[215]
  - レッドエナジー味 - 2022年、『機動戦士ガンダム』のシャア・アズナブルのコラボレーションの一環として販売された[48]。
  - マンゴー / ブルーベリー / アセロラ
  - ブルーハワイ / 渚のブルーハワイ / トロピカルブルーハワイ- 2021年に展開されたキャンペーン「マクドナルドでハワイなう！」の一環として発売された[44]。
  - 太陽のカシス＆オレンジ
  - ブラッドオレンジ
  - レモンジンジャー
  - レモネード / 瀬戸内レモネード
  - グリーンアップル
  - 夏みかん
  - 山形ラ・フランス
  - ピンクグレープフルーツ / ピンクグレープフルーツレモネード
  - あまおう
  - さくらチェリー / さくらんぼ / 佐藤錦さくらんぼ
  - とちおとめ
  - シチリアレモン
  - ゆず
  - 巨峰
  - 黄金桃
  - 青森県産ふじりんご
  - 岩手県産白桃
  - 愛媛県産ポンカン
  - 熊本県産すいか
  - 北海道赤肉メロン
  - 和歌山温州みかん
  - 必勝マックフィズ ゴールドキウイ- リオデジャネイロオリンピックを記念するため2016年8月3日から発売された[94]。
  - なみ色ヨーグルト味 - テレビアニメ『ONE PIECE』とのコラボレーションとして2023年4月から販売された[216]。

#### スイーツ

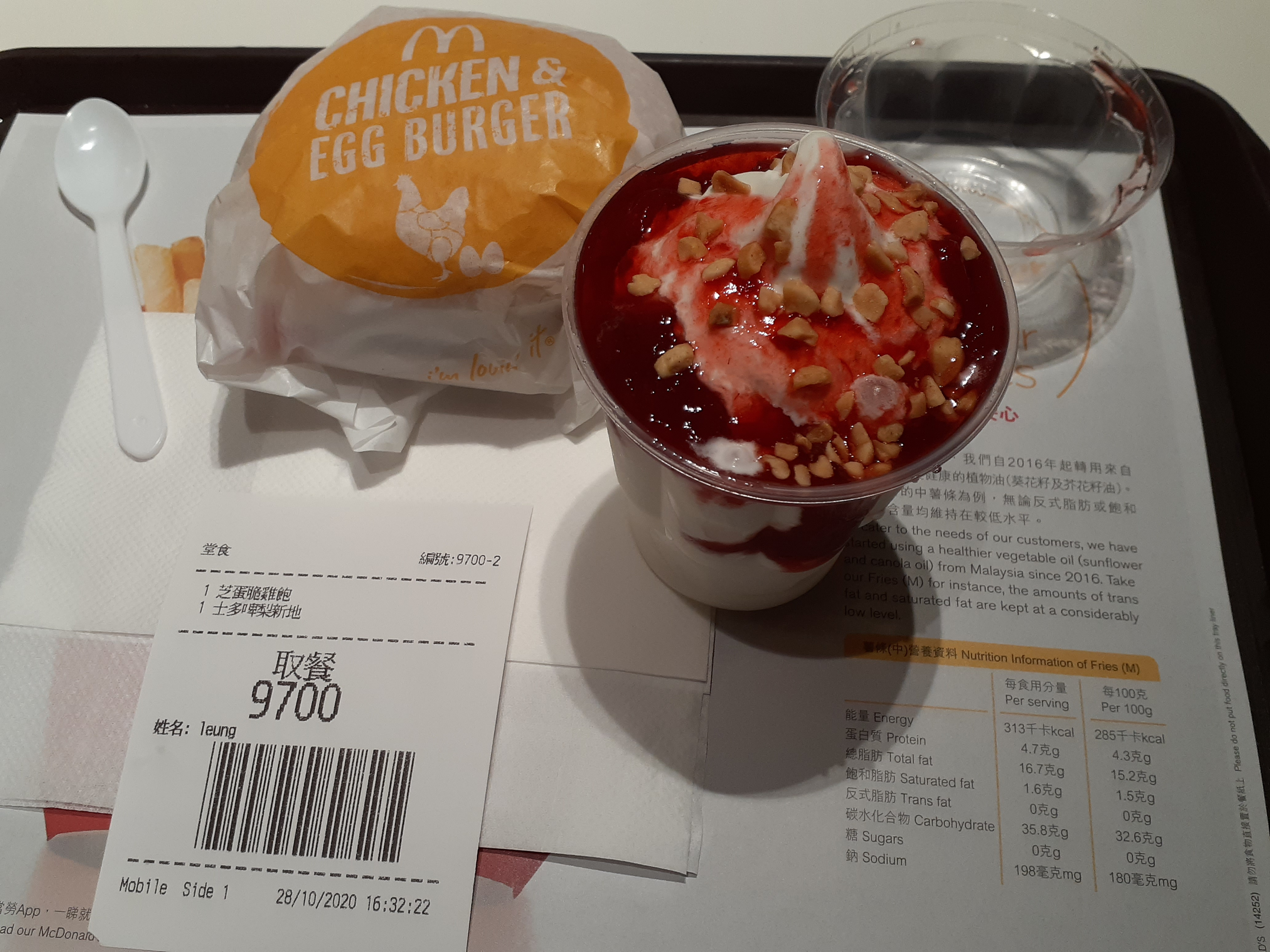
サンデー。2009年、香港にて撮影

- シャリシャリ-「あずき」「イチゴ」「メロン」の3種類のかき氷。1993年頃に販売された。
- ホットカフェドーナツ
- ホットケーキミックスベリー- 朝マックのメニューであるホットケーキにベリーソースをかけたもの。2014年6月11日より東京都内のマクドナルド10店舗限定で販売された[217]。
- マックサンデー
ソフトクリーム上部からフレーバーソースをかけ、プラスチック製カップで販売する商品で、マックフルーリーとともに「マクドナルドつめたいごちそうシリーズ」の一つだった。チョコレートとストロベリーの2種類があり、うちチョコレートは2008年1月25日からレギュラー商品となった[218]。これとは別にマンゴー風味があったほか、一部店舗では「キャラメル」や「ホットファッジ」が提供されていた。
売価150円でマックフルーリーより少量だったが、のちに増量された。
日本においては2018年4月25日のワッフルコーン登場に伴い、販売終了した[219]。
- 旧ソフトクリーム（現行のソフトツイストとは別物）
- シトロンケーキ
- シーズンフレッシュフルーツ
- アフォガート- 暖かいエスプレッソに冷たいソフトクリームをかけたもの。2013年10月25日-2014年1月上旬に期間限定販売された[220]。
- パイアラモードストロベリー/チョコレート/メープルフレーバー/いちご- 冷たいソフトクリームに「アップルパイ」および「いちごパイ」をトッピングしたもの。2013年10月25日-2014年1月上旬[220]、2014年3月14日-4月中旬[221]、2015年1月6日-2月上旬[222]、2015年3月31日-5月上旬[223]に期間限定で販売された。
- プチパンケーキ ブルーベリー&ホイップ/カスタード&ホイップ
  - プチパンケーキ イチゴ＆カスタード風チョコ/リンゴ&メープル-2005年に福岡県内のマクドナルドで試験販売されていた[224][225]。
- チョコディップコーン
- マックボウズ-1990年発売[106]
- マックパフィー
- ハンワンペイ
- よもぎあんこ巻き
- パイナップルゼリー
- チューマックストロベリー＆ピーチ-2001年に販売された[226]。
- アクアゼリー
- 焼きプリン
- キャラメルプリン
- マックロールキャラメル/シナモン-2000年に販売された[227]。
- 夏プリン-1992年頃に販売された。
- アイスクリーム（ラムレーズン）-ディズニー映画「１０１」とのタイアップ商品。
- 菓子パン（菓子ぱん）-マクドナルドベーカリーとして販売された[228]。
  - あんぱん
  - ジャムパン（ジャムぱん）
  - クリームパン（クリームぱん）
- ホットパフィ
- アイスクリーム（クッキー＆クリーム）
- ブルーベリーワッフル
- アップルデニッシュ
- ハニーレモンゼリー（はちみつレモンゼリー）
- マックブリュレ
- リモーネ
- カスタードプリン
- ドナルドビスケット
- ワッフルコーン
2018年4月25日にレギュラー商品として登場して発売された[229]。発売当初のフレーバーは「プレーン」「チョコ&アーモンド」「ストロベリー」の3種類であり、「もっと、おいしさ向上宣言」というプロジェクトの一環でもある[229]。
2024年1月23日をもって販売終了[27]。販売終了までに発売された期間限定品は以下の通り。

- ワッフルコーン全部乗せ - 「プレーン」「ストロベリー」「チョコ＆アーモンド」の3種類を全部乗せたもの。ワッフルコーン登場1周年記念で2019年5月29日に期間限定販売された。
- ワッフルコーン チョコバナナ - アニメ映画『ミニオンズ フィーバー』とのコラボレーションの一環として2020年7月17日に期間限定販売された。
- ワッフルコーン いちごミルキーのままの味 - 不二家の飴菓子「ミルキー」とのコラボレーションの一環として2021年4月21日に期間限定販売された。
- ワッフルコーン 東京ばな奈 - 東京銘菓「東京ばな奈」とのコラボレーションで2022年4月27日に「マックで“ちょい旅気分”」の一環として期間限定販売された。

- アイスクリーム （スーパーマックアイスクリーム）- 100円のカップアイス。バニラとモカの2種類[注釈 9]があったが、2005年4月に100円マックの導入によりバニラだけの1種類になり、マックフルーリーの登場に伴い2007年7月に販売終了。
- マックフルシェ - マックシェイクにフルーツをトッピングした商品[31]。
  - パイナップル
  - ブルーベリー
  - 白桃
  - ストロベリー
- 裏・コークフロート - 「裏メニュー」キャンペーンの一環として2018年6月から販売された[98]
- コーク 辛口ジンジャー フロート[211]
- マックフロート
  - マンゴー果肉入り トロピカルフルーツ / グリーンハワイ
  - レッドエナジー味
  - マンゴー / ブルーベリー / アセロラ
  - ブルーハワイ / 渚のブルーハワイ / トロピカルブルーハワイ- 2021年に展開されたキャンペーン「マクドナルドでハワイなう！」の一環として発売された[44]
  - 太陽のカシス＆オレンジ
  - ブラッドオレンジ
  - レモンジンジャー
  - レモネード / 瀬戸内レモネード
  - グリーンアップル
  - 夏みかん
  - 山形ラ・フランス
  - ピンクグレープフルーツ / ピンクグレープフルーツレモネード
  - あまおう
  - さくらチェリー / さくらんぼ / 佐藤錦さくらんぼ
  - とちおとめ
  - シチリアレモン
  - ゆず
  - 巨峰
  - 黄金桃
  - 青森県産ふじりんご
  - 岩手県産白桃
  - 愛媛県産ポンカン
  - 熊本県産すいか
  - 北海道赤肉メロン
  - 和歌山温州みかん
  - 必勝マックフロート ゴールドキウイ- リオデジャネイロオリンピックを記念するため2016年8月3日から発売された[94]。
  - なみ色ヨーグルト味- テレビアニメ『ONE PIECE』とのコラボレーションとして2023年4月から販売された[216]。

- マックパイ

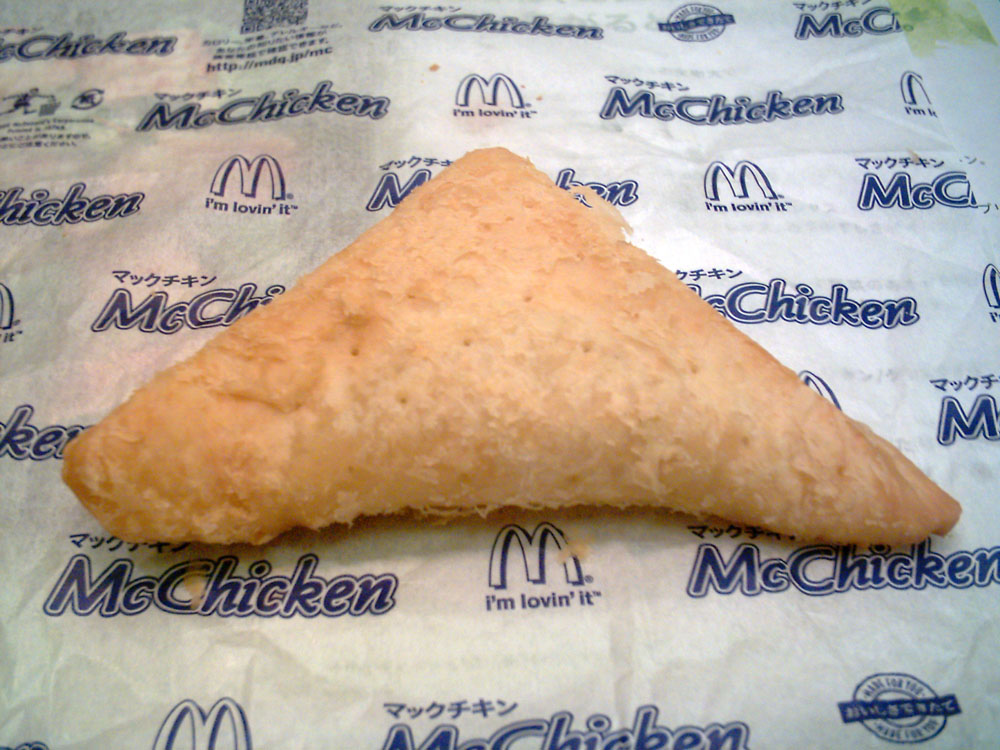
三角マロンパイ

  - 季節のさつまいもパイ-2003年10月18日-11月18日に期間限定販売された[234]。
  - レーズンアップルパイ
  - アプリコットカスタードパイ
  - カスタードパイ
  - パイナップルパイ- 2015年2月10日-3月上旬に「ワールドマックハワイ」キャンペーンの一環として期間限定で販売された[235]。
  - 紫いもパイ（むらさきいものパイ）-2002年1月26日、2007年9月14日に期間限定販売された[167]。
  - マロンカスタードパイ
  - 桜もちパイ- 2022年3月23日-4月中旬に期間限定で販売された[236]。
  - チェリーパイ
  - フルーツパイ
  - いちごパイ- 2015年3月31日-5月上旬に期間限定販売された[223]。
  - あんこパイ- 2014年10月1日-11月下旬[237]、2015年9月15日-10月上旬[238]に期間限定で販売された。
  - きなこもちとあんこの月見パイ- 2024年9月4日-10月中旬に期間限定で販売された[239]。
  - あんことおもちの月見パイ- あんことおもちを包んだパイ。2019年9月4日-10月中旬[240]、2020年9月2日-10月中旬[241]、2021年9月8日-10月中旬[242]、2022年9月7日-10月中旬[243]、2023年9月6日-10月中旬[244]に期間限定販売された。
  - 三角マロンパイ - 栗入りのカスタードクリームを包んだパイ。2006年9月15日[213]、2013年9月5日-10月下旬[245]に期間限定で販売された。
  - 三角チョコパイ 黒 - 2007年2月に「三角チョコパイ」として初登場し[246]、2016年11月16日に「三角チョコパイ 黒」として登場[247]して以降、秋冬季限定商品で毎年発売されている。
  - 三角チョコパイ 白 - 2016年11月16日-12月中旬[247]、2017年11月8日-12月中旬[248]、2018年10月26日-11月下旬[249]、2020年10月14日-11月上旬[250]に秋冬季限定商品として販売された。
  - 三角チョコパイ 白の王様 - 2022年10月12日-2023年1月上旬に期間限定品として発売された[251]。
  - 三角いちごチョコパイ- 2017年1月25日-2月中旬に期間限定販売された[252]。
  - 三角チョコパイいちご - 2018年12月12日-2019年1月上旬に期間限定販売された[253]。
  - 三角チョコパイキャラメル - 2019年1月23日-2月中旬に期間限定販売された[254]。
  - 恋の三角チョコパイ ティラミス味/バニラ味 -2020年11月11日- 12月上旬[255]、2020年12月9日-1月上旬[256]に期間限定販売された。
  - 大人のクリームパイ スイートフロマージュ - 2020年1月15日-2月上旬に期間限定販売された[257]。
  - 三角チョコパイよくばりカスタード - 2021年10月13日-11月上旬に期間限定販売された[258]。
  - プレミアム三角チョコパイ ヘーゼルナッツ-2018年1月24日-2月下旬に期間限定販売された[259]。
  - 三角チョコパイ おいもとキャラメル - 2024年10月9日-11月上旬に期間限定で販売された[260]。
  - 三角チョコパイ クッキー＆クリーム - 2019年10月15日-11月中旬[261]、2021年11月10日-11月下旬[262]、2024年11月6日-11月下旬[263]に期間限定販売された。
  - 三角チョコパイ よくばりいちご - 2022年11月9日-11月下旬に期間限定で発売された[264]。
  - 三角チョコパイザクザクミルクキャラメル- 2020年10月10日-11月上旬に期間限定販売された[265]。
  - 三角チョコパイ いちごカスタード- 2023年11月8日-11月下旬に期間限定販売された[266]。
  - 三角チョコパイあまおう-2019年12月4日-2020年1月上旬に期間限定販売された[267]。
  - 北海道ミルクパイ- 2016年3月26日の「北海道新幹線」の開通を記念し北海道のマクドナルド10店舗およびＪＲ東京駅店で3月25日に先行販売され、「By McSWEETS」第2弾の一環として2016年3月29日-4月下旬に期間限定販売された[268]。
  - 三角ももクリームパイ- 2016年9月7日-10月中旬に期間限定販売された[269]。
  - 洋梨クランベリーパイ - 2001年1月に期間限定で発売された[31]。
  - ブルーベリークリームチーズパイ - 2012年1月4日 - 1月下旬に期間限定品として販売された[270]。ブルーベリークリームチーズパイ

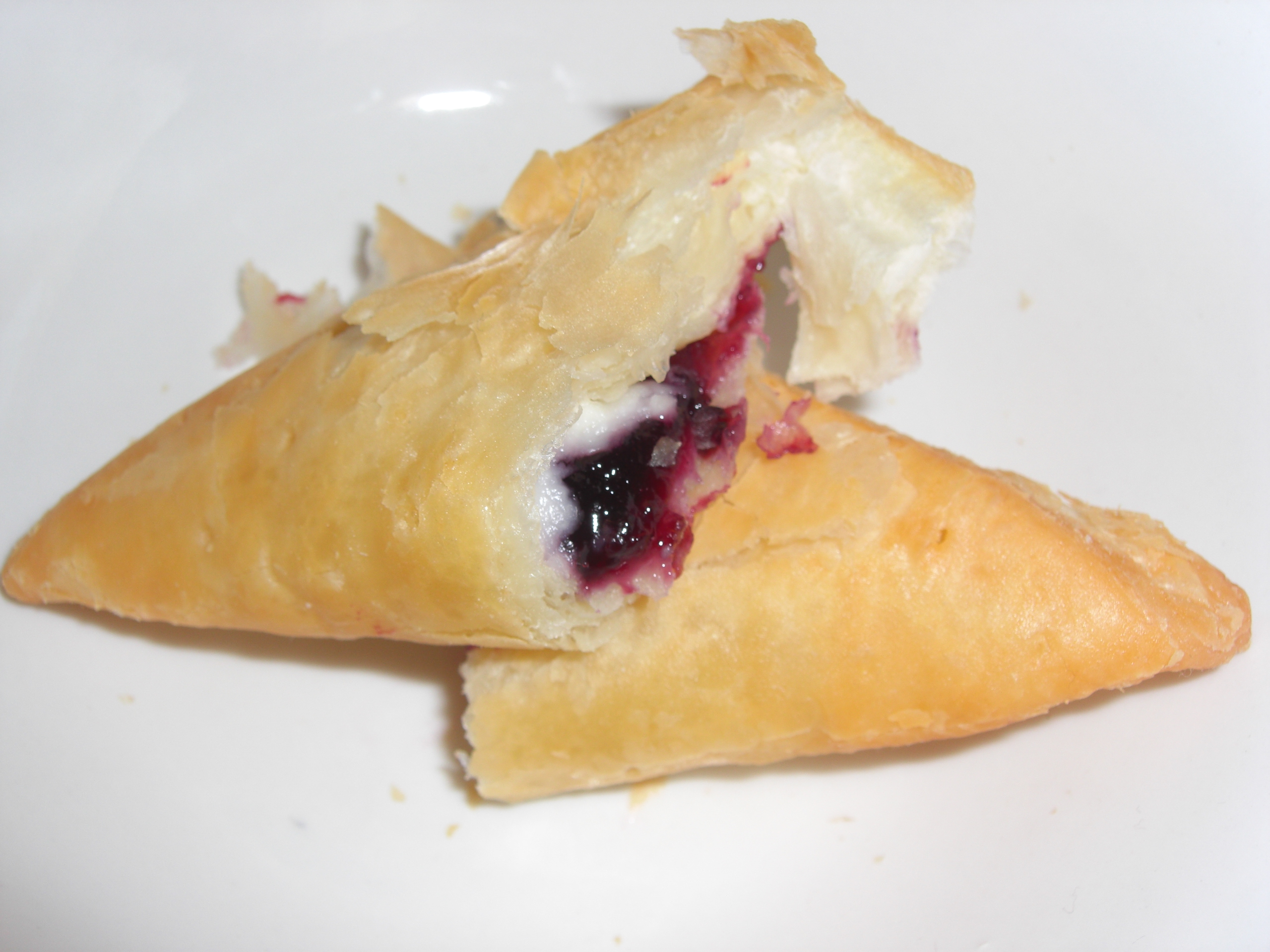
ブルーベリークリームチーズパイ

  - メープルカスタードパイ - 2012年2月3日 - 2月下旬に期間限定品として販売された[271]。
  - カナディアンメープルカスタードパイ- 2022年1月12日-2月上旬に冬季限定商品として販売された[272]。
  - ホットストロベリーパイ-2020年3月4日-3月下旬に期間限定販売された[273]。
  - ホットアップルカスタードパイ- 2019年3月6日-4月上旬に期間限定品として販売され[274]、2021年6月11日-9月上旬にはアニメ「ポケットモンスター」のキャラクター「ピカチュウ」とのコラボレーションの一環で期間限定品として発売された[275]。
  - ベルギーショコラパイ - 2020年1月15日に「大人のクリームパイ　ベルギーショコラ」として初登場し[257]、2021年1月13日-2月中旬[276]、2022年1月12日-2月上旬[272]、2023年1月11日-2月上旬[277]、2024年1月10日-2月上旬[278]に期間限定商品として販売された。
  - クッキー&クリームパイ - 2023年1月11日-2月上旬に冬季限定商品として販売された[277]。
  - クリームブリュレパイ-2021年1月13日-2月中旬に期間限定品として販売された[276]。
  - 桔梗信玄餅パイ - 山梨銘菓「桔梗信玄餅」とのコラボレーションで2022年4月27日に「マックで“ちょい旅気分”」の一環として期間限定販売された[279]。
  - ドラえもん チョコバナナパイ- アニメ「ドラえもん」とのコラボレーションで2022年8月5日-9月上旬に「どこでも縁日スイーツ」の一環として期間限定品として販売された[280]。
  - バナナキャラメルパイ-2024年6月5日-7月上旬に「アジアンスイーツ」の一環として期間限定販売された[281]。
  - バタースコッチパイ-2024年1月10日-2月上旬に期間限定品として販売された[278]。
  - 抹茶黒蜜わらびもちパイ-2024年3月13日- 4月中旬に「てりたまファミリー」第2弾の一環として期間限定販売された[282]。
  - 生チョコクリームパイ- 2025年1月8日- 2月上旬に期間限定販売された[283]。
  - ホワイトチョコミルクティーパイ- 2025年1月8日-2月上旬に期間限定販売された[283]。
  - メープルバターホットケーキパイ- 2024年4月24日から「喫茶マック」の一環として期間限定で発売された[284]。
  - ずるいチョコいちごパイ - 2021年3月8日- 4月下旬に期間限定品として発売された[285]。
  - いちご大福パイ- 2023年3月22日-4月中旬に期間限定販売された[286]。
  - 喫茶店のプリンパイ- 2023年4月26日から「喫茶マック」の一環として期間限定で発売された[30]。
  - レモンチーズパイ-2023年6月7日-7月上旬に「マックの晴れスイーツ」の一環として期間限定販売された[287]。
- マックチョコリン
- ミックスベリーヨーグルト- 2006年5月13日に発売された[123]。
- ヨーグルト - 2024年1月23日をもって販売終了[27]。
- マックふんわりチョコムース（マックチョコムース）
- アイスシューケーキ
- ゴディバ ホットチョコレート（ゴディバ ホットココア） - ゴディバとのコラボレーションの一環として、2022年1月19日 - 2月14日までの期間限定で発売された[288]。
- シナモンメルツ - ふんわりしたパンにシナモンシュガーとクリームチーズ風味のシロップをかけたスイーツ[289]。2006年に米国で開発・販売された商品で[290]、2008年にレギュラーメニューとして販売された[290]。2010年と2017年[289]、および2018年[291]、2019年に冬季限定商品で発売された[292]。
- キャラメルメルツ - シナモンメルツの姉妹品として、2018年に発売された[293]。
- ダブルチョコメルツ - シナモンメルツの姉妹品として、2019年に発売された[292]。
- ふかふかアイスバーガー -1999年夏発売。
- マックスコーン（チョコレート）
- ハワイアンパンケーキ 3種のベリーソース - 2021年に展開されたキャンペーン「マクドナルドでハワイなう！」の一環として発売された[44]。
- ハワイアンパンケーキ キャラメル&マカダミアナッツ -2020年8月に「マックでどこでもハワイ！！」キャンペーンの一環として期間限定で販売された[154]。
- ハワイアンパンケーキ ミックスベリー-2015年2月に「ワールドマック ハワイ」 キャンペーンの一環として期間限定で販売された[43]。
- マックチュロス - 「シナモンシュガー」 と「メープルフレーバーシロップ」 の2種類があり、2014年5月7日に期間限定商品として販売された[294]。
- おえかきホットケーキ - 2019年にハッピーセット向け商品として発売された[295]。
- おえかきハッピーホットケーキ- 2014年にハッピーセット向け商品として発売された[296]。
- 喫茶店のコーヒーゼリーパフェ - 2023年4月26日から「喫茶マック」の一環として期間限定で発売された[30]。
- 小倉ソフトホットケーキ-愛知県限定。2016年6月8日から6月末に愛知県内のマクドナルド全174店舗にて販売された[297]。愛知県限定のメニューが販売されるのは2002年12月から2003年2月にマック小倉処として販売された「こだわりおぐらパイ・プチパンケーキおぐら」以来14年ぶり[298]。
- マック小倉処-名古屋地域（愛知県）限定。2002年12月から2003年2月に名古屋市内のマクドナルドにて「こだわりおぐらパイ・プチパンケーキおぐら」として期間限定販売された[299]。

#### マックカフェ
- 紅茶のシフォンケーキ - 2024年11月、「プリンケーキ」のレギュラー発売に伴い終売となった[35]。
- バニラ宇治抹茶ホットラテ - 2024年3月、「McCafe by Barista」向けの期間限定品として発売された[300]。

#### その他
- スマイル（クーポン） - 不定期配信。